# Convento de Santo Domingo (Orihuela)
El convento de Santo Domingo de Orihuela, nombrado también como colegio y conocido de igual manera como Colegio del Patriarca Loazes o Colegio de Predicadores, y apodado como El Escorial de Levante, es un edificio monumental de estilos renacentista, barroco y rococó, mandado construir en el siglo XVI por el religioso y político Fernando de Loazesen la entonces zona periférica de la ciudad de Orihuela, al sur de la Comunidad Valenciana, en España.
Destacan sus dos claustros de estilos renacentista y barroco, su iglesia lujosamente decorada, su torre característica por su decoración y colorido y sus fachadas con sus grandes portadas. 
En su interior conserva numerosas obras pictóricas de autores como Antonio de Villanueva, Pedro Camacho Felizes, Bartolomé Albert, Nicolás Borrás, así como durante un tiempo la obra Tentación de Santo Tomás de Aquino, una de las pocas obras de Velázquez conservadas en España fuera del Museo del Prado, que fue un regalo a los dominicos, dueños del inmueble en el siglo XVII. 
Desde el inicio de su construcción en el siglo XVI, ha sido un centro de enseñanza para miembros de la Orden de Predicadores, la sede de la Universidad de Orihuela,  o una escuela de la Compañía de Jesús. En la actualidad acoge al Colegio Diocesano de Santo Domingo, un centro concertado que ofrece estudios de educación infantil, primaria, secundaria y bachillerato, y una sede de la Universidad de Alicante, que se considera como heredera de la universidad oriolana.  

## Historia

### Antecedentes
Desde el siglo XV, los frailes de la Orden de Predicadores estuvieron presentes en el término de Orihuela, estableciéndose en distintas ubicaciones, hasta que en 1510 llegan a la ermita de la Virgen del Socorro, situada en el noreste de la ciudad, muy cerca de la muralla. Según la tradición, este establecimiento estuvo ligado al fin de una epidemia tras la intervención de un jurado. El convento, situado en el lugar donde luego se levantó el Colegio de Santo Domingo, fue ampliando su propiedad con la compra de terrenos y casas en la primera y segunda mitad del siglo XVI.
Los frailes dominicos iniciaron en 1520 la construcción de una iglesia para sustituir a la ermita existente, junto con un edificio conventual. El templo, consagrado en 1527 era modesto, con una capilla mayor construida en tapiería y cubierta de madera.
Las dependencias conventuales se organizaron aldededor de un claustro adosado a la iglesia, cuya construcción comenzó en 1548 con materiales económicos. La obra se extendió hasta 1554, cuando se completaron las columnas de este claustro primitivo, hoy desaparecido. Para 1558, el convento ya disponía de todas sus dependencias: aula capitular, refectorio, cocina, lavadero, portería, aseos, bodega, hospedería, celdas y sacristía.

### Fundación
El "Colegio de Nuestra Señora del Socorro", nombre con el que se conoció originalmente al edificio, fue fundado por Fernando de Loazes el 13 de septiembre de 1547 en Lérida, cuando aún era obispo de esta diócesis. Esta fundación se realizó mediante un documento en el que se recogen las cuantiosas rentas y objetos valiosos que serían donados para su institución, además de los estatutos que regirían su funcionamiento. Loazes realizó una segunda donación en 1549 y una tercera en 1555. En esta última, además de rentas y objetos, se modificaron ciertas cláusulas de la fundación, como el aumento de colegiales, que pasó de veinte a treinta y seis, lo que sugiere una ampliación del proyecto inicial gracias al incremento de recursos.
A partir de entonces, las entregas de bienes se hicieron directamente al colegio, sin que se conozcan más documentos notariales al respecto. En su testamento, realizado en Valencia en 1568, Loazes declaró al colegio como heredero universal de sus bienes.

En el acta fundacional de 1547, Loazes dispuso que su sepulcro se ubicara en la capilla mayor del colegio, en una obra que incluyera su figura e insignias episcopales. Además, prohibió el entierro de rectores, colegiales o frailes en esta capilla, reservándola sólo para él. La capilla mayor se construyó en 1553 y su sepulcro en 1726, aunque fue destruido en la guerra civil española.

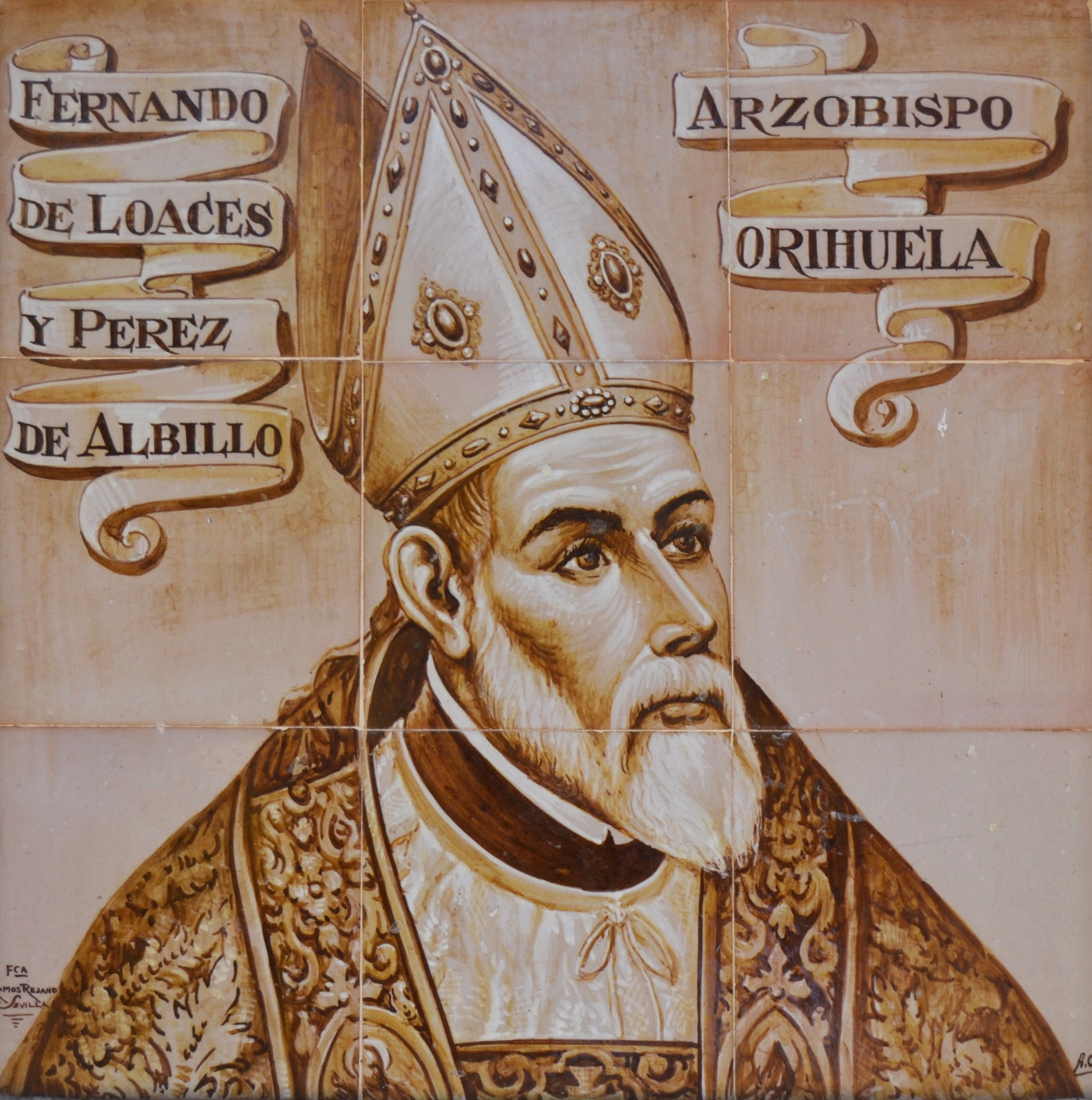
El cardenal Fernando de Loazes, promotor del edificio.

### Colegio para frailes dominicos
Tras la fundación, Loazes transformó el primitivo convento en un centro educativo para la formación de frailes de la Orden de Predicadores. Loazes justificó esta iniciativa por su amor a Orihuela, devoción a la Virgen y la orden dominica, y como medio para redimir sus pecados y los de su familia.
La fundación del colegio se relaciona con el frecuente contacto de Loazes con los dominicos durante su servicio en la Inquisición, y su interés por la reforma monástica, alineada con los objetivos del Concilio de Trento. El colegio fue concebido exclusivamente para la formación de frailes dominicos, comenzando con veinte estudiantes y aumentando a treinta y seis en 1555. Los frailes estudiaban durante siete años antes de regresar a sus conventos de origen para aplicar sus conocimientos.
El currículo incluía disciplinas como Artes, Metafísica, Teología de Santo Tomás y Sagradas Escrituras, impartidas por tres lectores. En 1552, el papa Julio III aprobó oficialmente la fundación y concedió validez académica a los títulos otorgados. La construcción del nuevo edificio retrasó el inicio de las clases hasta 1568, cuando finalmente comenzaron bajo la dirección del rector Luis Nadal, aunque se suspendieron temporalmente en 1569 para completar las obras.

### Universidad
Durante los 20 años que Loazes estuvo al frente del colegio, se produjeron cambios que ampliaron su propósito inicial. Con el tiempo y debido a su ascenso en las jerarquías eclesiásticas, Loazes comenzó a contemplar la creación de una universidad. Este proyecto se materializó tras su muerte, cuando el papa Pío V aprobó en 1569 la creación de la Universidad Pontificia de Orihuela mediante bula papal.
La nueva universidad permitía la enseñanza de varias disciplinas, como Teología, Filosofía, Derecho, Medicina y Matemáticas, tanto a religiosos como a laicos, y confería títulos académicos con validez oficial, similar a los otorgados por otras universidades de renombre en España. Sin embargo, la creación de la universidad se dio en un contexto complejo, ya que los fundamentos del colegio no contemplaban los recursos económicos ni la organización necesarios para una universidad pública, lo que provocó que la actividad universitaria no tuviera continuidad hasta principios del siglo XVII, y generó una dualidad entre el colegio y la universidad. Durante varios años, la universidad funcionó de manera precaria, sin fondos propios para profesorado, y utilizaba las aulas y los recursos del colegio, lo que dificultó su desarrollo.
A pesar de estas dificultades, la universidad continuó en funcionamiento, y en 1646, Felipe IV aprobó la validez oficial de los títulos académicos otorgados. Sin embargo, a lo largo del siglo XVIII, la universidad sufrió una serie de problemas, incluyendo una grave crisis económica, lo que derivó en una enseñanza deficiente y en la concesión de títulos a estudiantes mal preparados. La falta de reformas y la resistencia a las necesarias innovaciones llevaron a la supresión de la universidad en 1824, en el marco de las reformas del Plan Caballero.

Tras la desamortización de 1835, el colegio fue cerrado y el edificio pasó a ser propiedad del Estado. Aunque durante un tiempo el municipio de Orihuela se encargó de la conservación del edificio y de su biblioteca, finalmente, en 1862, el inmueble fue cedido a la Diócesis de Orihuela por iniciativa del obispo Pedro Mª Cubero. La universidad, que había jugado un papel importante en la enseñanza superior de la región, terminó desapareciendo debido a los problemas económicos, la falta de recursos y la escasa renovación académica.

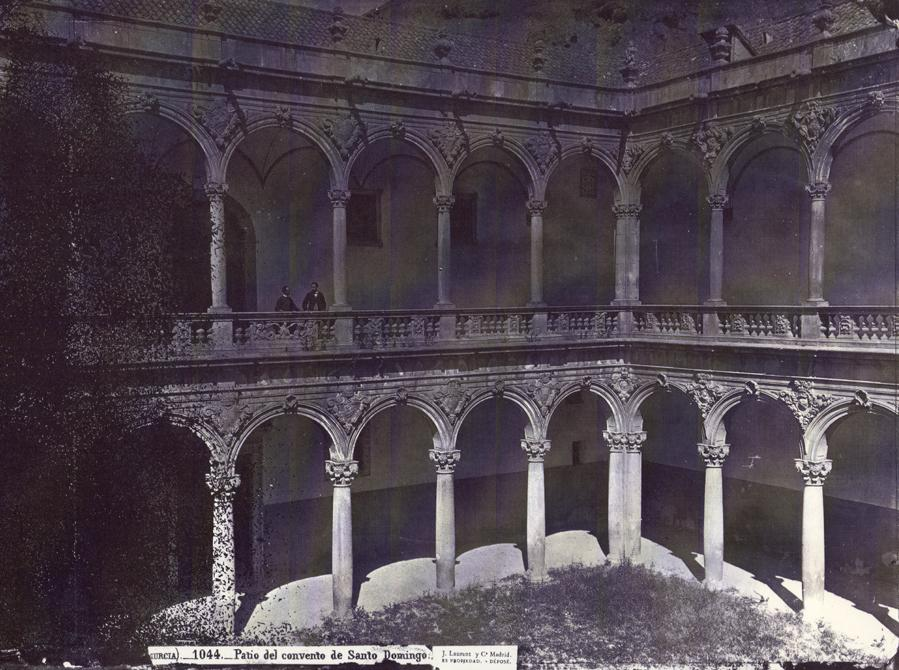
El claustro de la Universidad, uno de los elementos más destacados del conjunto, en una imagen de J. Laurent tomada en 1870.

### Colegio de jesuitas
En 1864, el Estado cedió el edificio al Obispado de Orihuela para su conservación y para establecer allí una escuela de los Escolapios. No obstante, a pesar de la orden inicial, la entrega se retrasó. En 1867, tras varias negociaciones, se establecieron los Jesuitas en el colegio, con la intención de crear un colegio de segunda enseñanza bajo el patrocinio de San Estanislao.
Poco después de su instalación, la Revolución de 1868 provocó la expulsión de los Jesuitas, pero regresaron en 1872 y comenzaron las clases en septiembre de ese mismo año. El colegio, que adoptó el nombre de colegio de Santo Domingo, tuvo una gran acogida por parte de la población de Orihuela y de localidades cercanas, que enviaban a sus hijos a estudiar allí. Además, se estableció un internado que atrajo a estudiantes de diversas regiones.
Durante su tiempo en Orihuela, los Jesuitas impulsaron diversas iniciativas religiosas y culturales. Fundaron congregaciones religiosas como Hijas de María y San Estanislao de Kostka, que promovieron la devoción religiosa entre los jóvenes. Además, el Padre Julio Furgús impulsó excavaciones arqueológicas en la ciudad, lo que resultó en la creación de un Museo de Antigüedades.
En 1922, se celebró el Cincuentenario del colegio con grandes festividades, y se creó una Asociación de Antiguos Alumnos, fomentando una relación duradera entre los exalumnos. Sin embargo, con la proclamación de la Segunda República en 1931, los Jesuitas fueron expulsados de nuevo y el edificio fue incautado por el Estado, transformándose en un Instituto. El Obispado de Orihuela logró recuperar el edificio en 1935, pero en la Guerra Civil, el colegio fue utilizado como Academia de Carabineros, sufriendo daños significativos en su iglesia.
Tras la guerra, los Jesuitas regresaron al colegio, reanudando las clases y registrando una vez más una notable afluencia de estudiantes. En 1948, circularon rumores sobre el traslado de los Jesuitas a Alicante, lo que causó preocupación en Orihuela. Sin embargo, estos rumores fueron desmentidos por el General de la Orden, quien aseguró que la Compañía no tenía planes de abandonar el colegio ni la ciudad.

## Arquitectura

### Fachadas

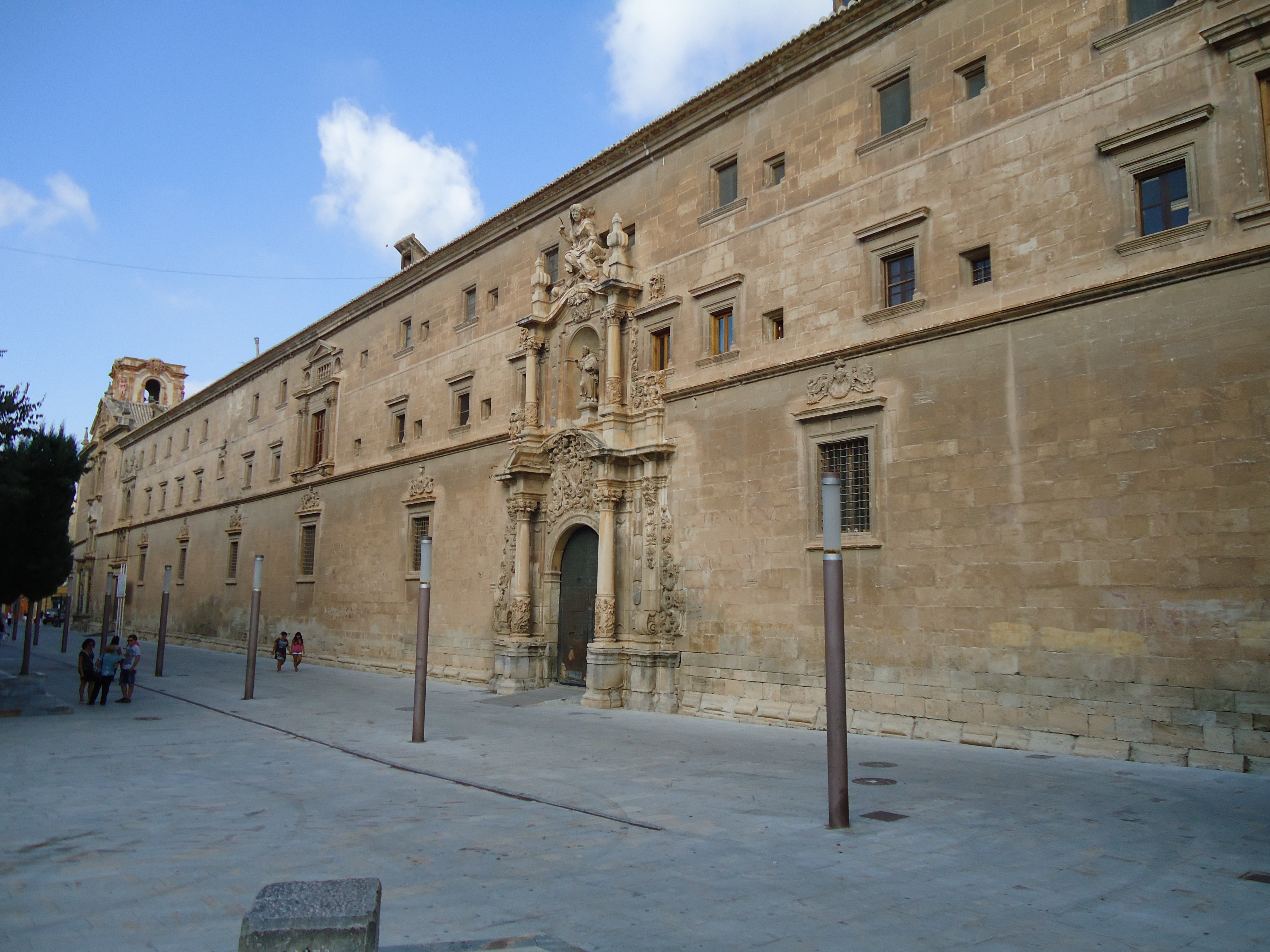
Fachada principal. En primer plano la Portada de la Universidad.

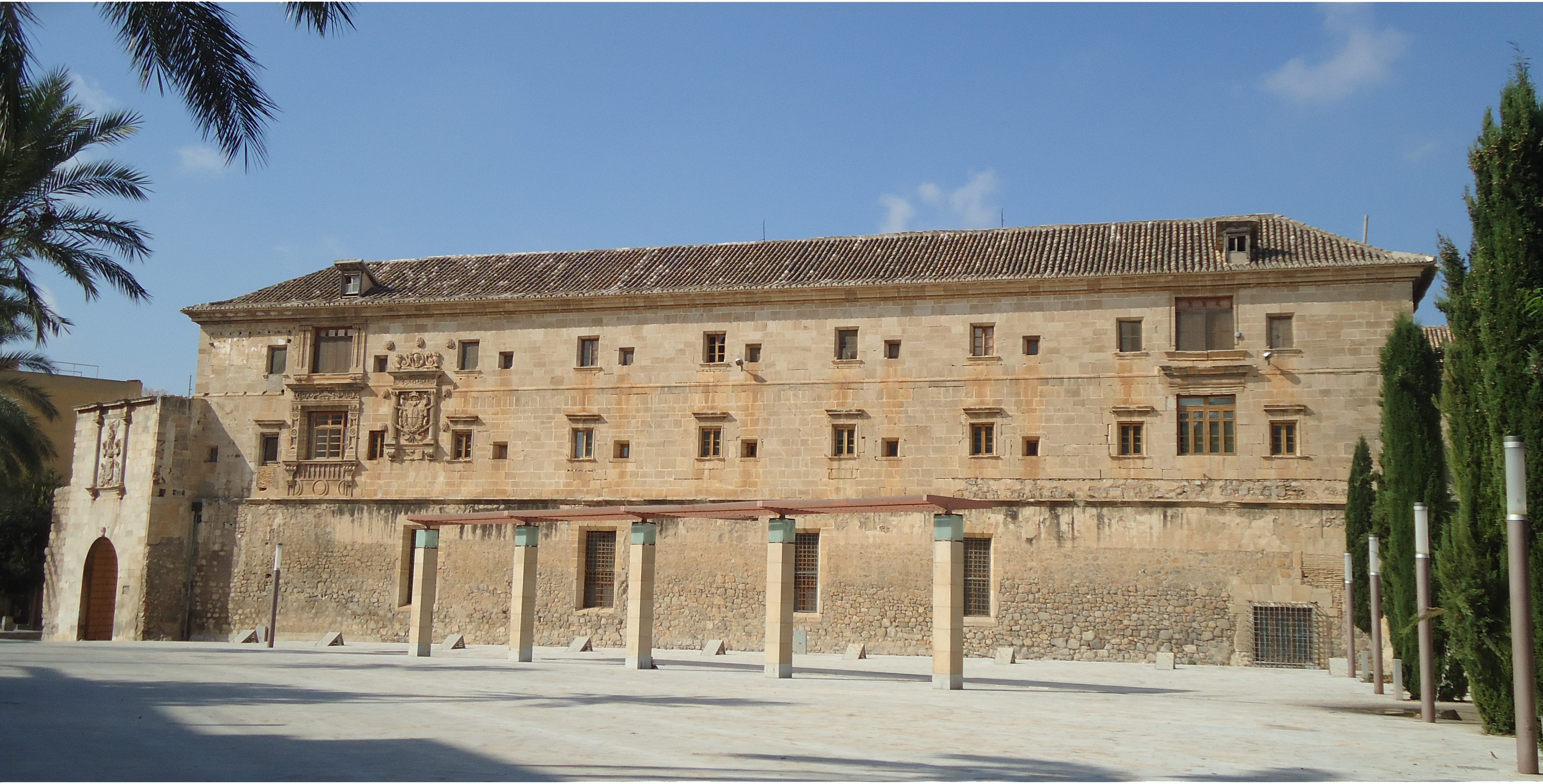
Fachada de levante.

El edificio posee dos grandes fachadas, la principal (o del mediodía) y la de levante. Ambas tienen la misma disposición, con una planta baja con grandes ventanales y dos alturas que comparten una misma distribución de ventanas.
La fachada principal está orientada hacia el sur, tiene más de 100 metros de longitud y su esquema está interrumpido por tres portadas, que dan acceso, de izquierda a derecha, a la iglesia, el claustro del colegio y el claustro de la Universidad.
En la fachada de levante, orientada hacia el este, destaca una representación orlada y ornamentanda del escudo de armas del fundador del colegio, Fernando de Loazes, realizado en 1562 y en el que destacan una escultura de su cabeza y una cartela con la siguiente cita:

DOMINVS FERDINANDVS LOASES EREXIT HOC
COLLEGIVM ANNO 1562

Además, en la actualidad se pueden ver también los muros del oeste del edificio, cegados durante épocas por otros inmuebles. Aunque no se trata una fachada como tal, en ellos se pueden apreciar la estructura de la iglesia, su cúpula y la torre.

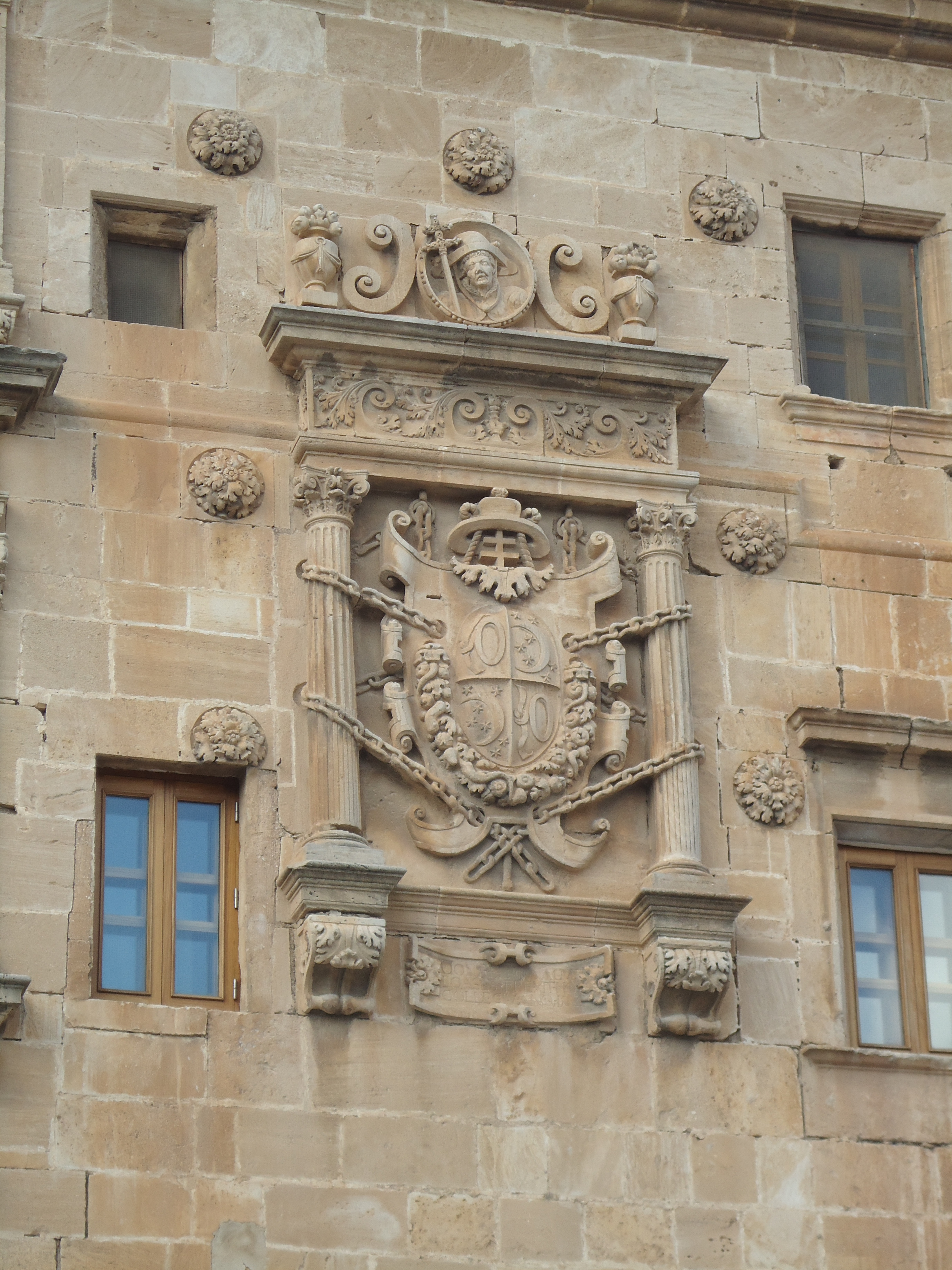
Escudo ornamentado de Loazes en la fachada de levante.
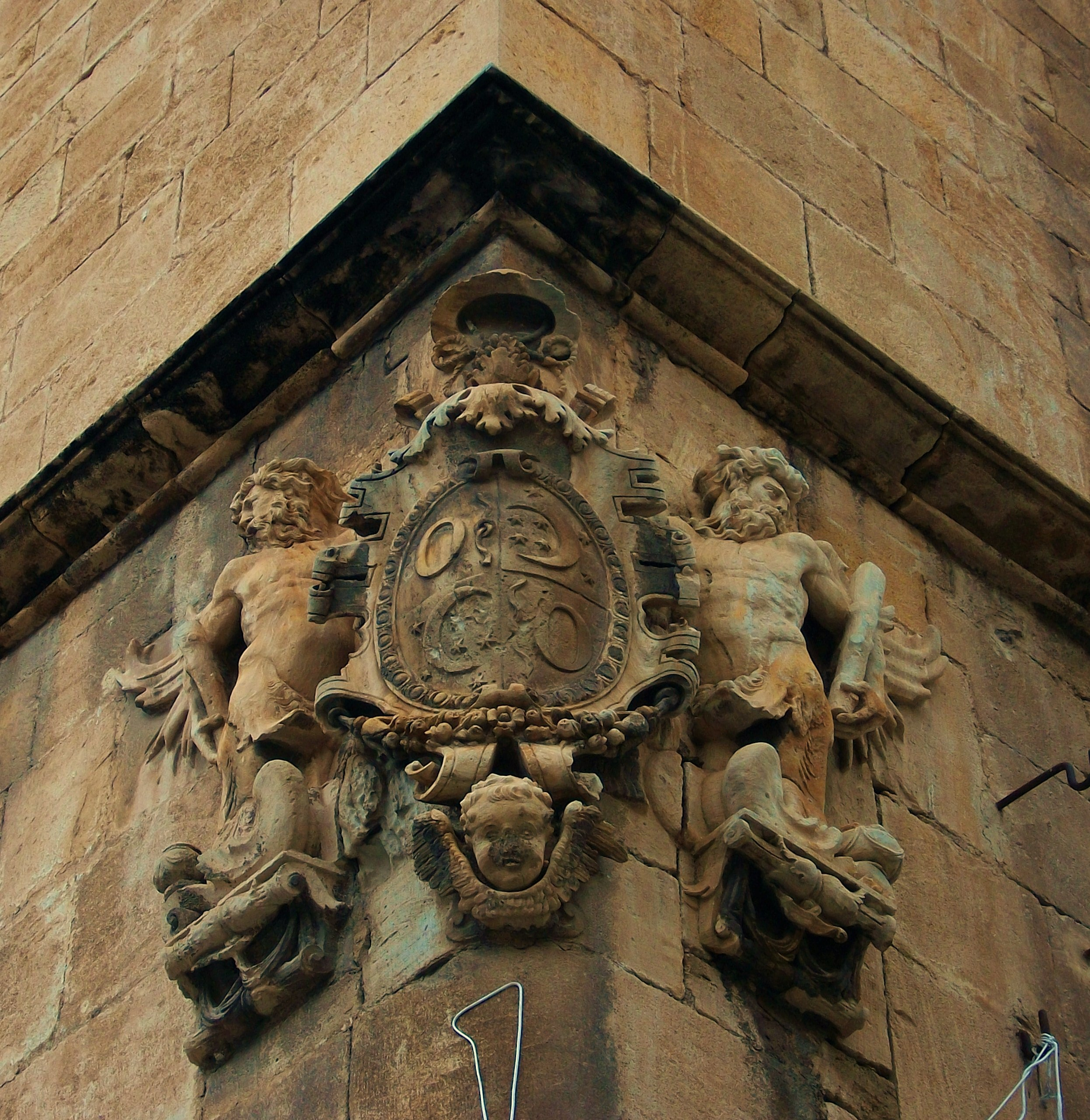
Escudo de Loazes en la esquina de la torre.
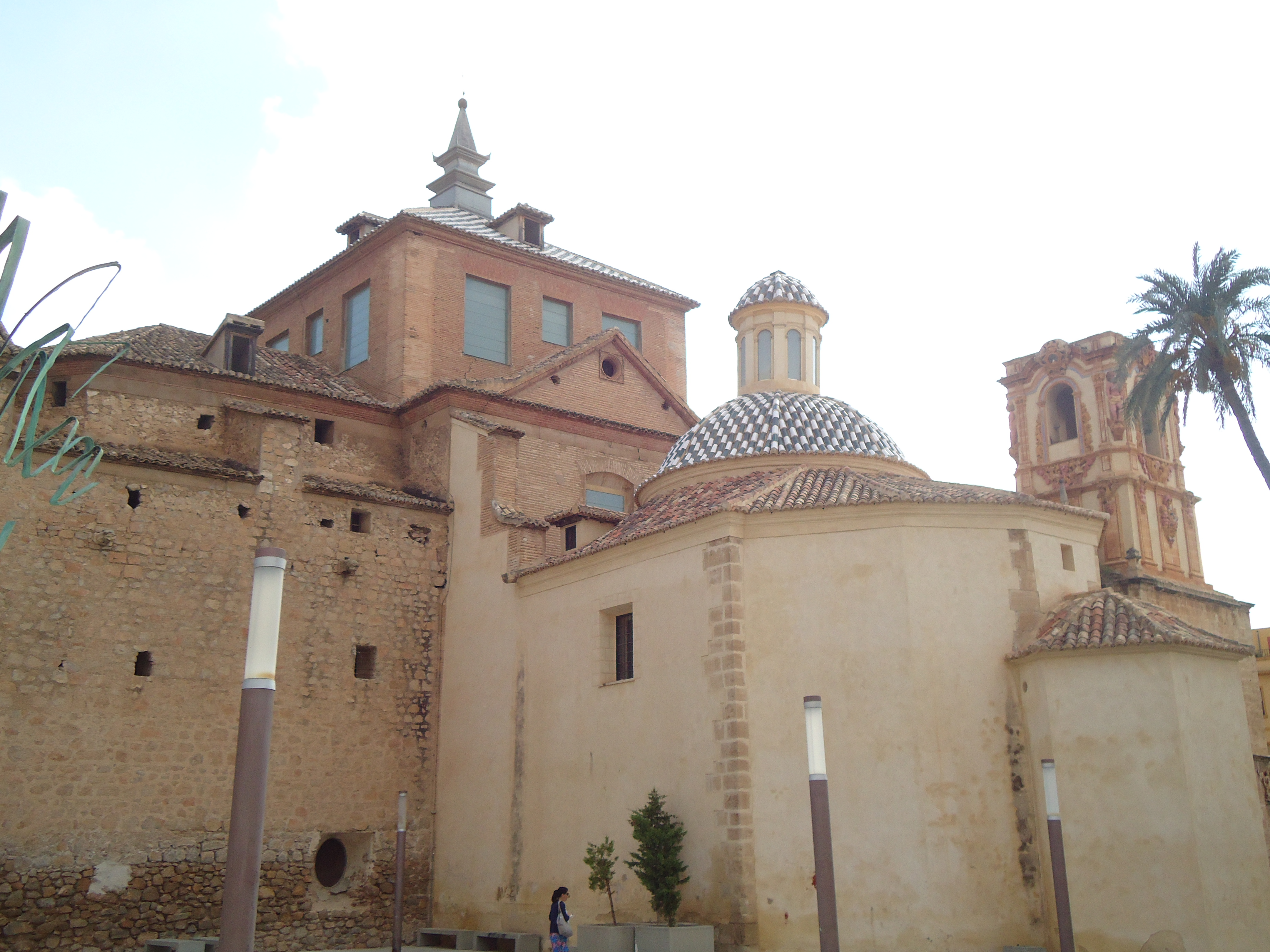
La estructura de la iglesia, la cúpula y la torre desde el oeste.
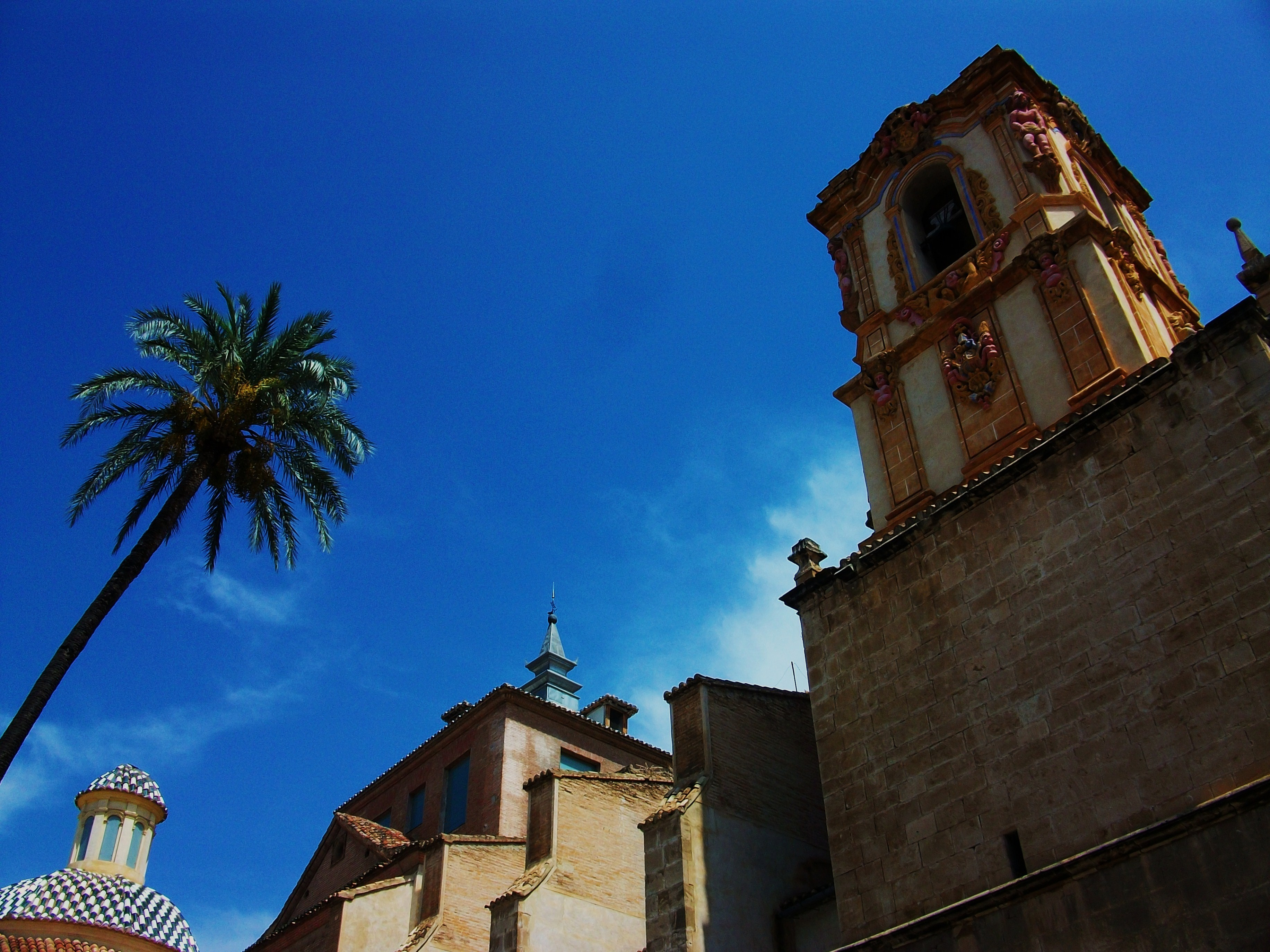
La torre en primer plano desde el oeste.

#### Portadas
- Portada de la iglesia. Obra renacentista de Juan de Inglés acabada en el 1561. Posee dos cuerpos con columnas corintias rematadas en un frontón.

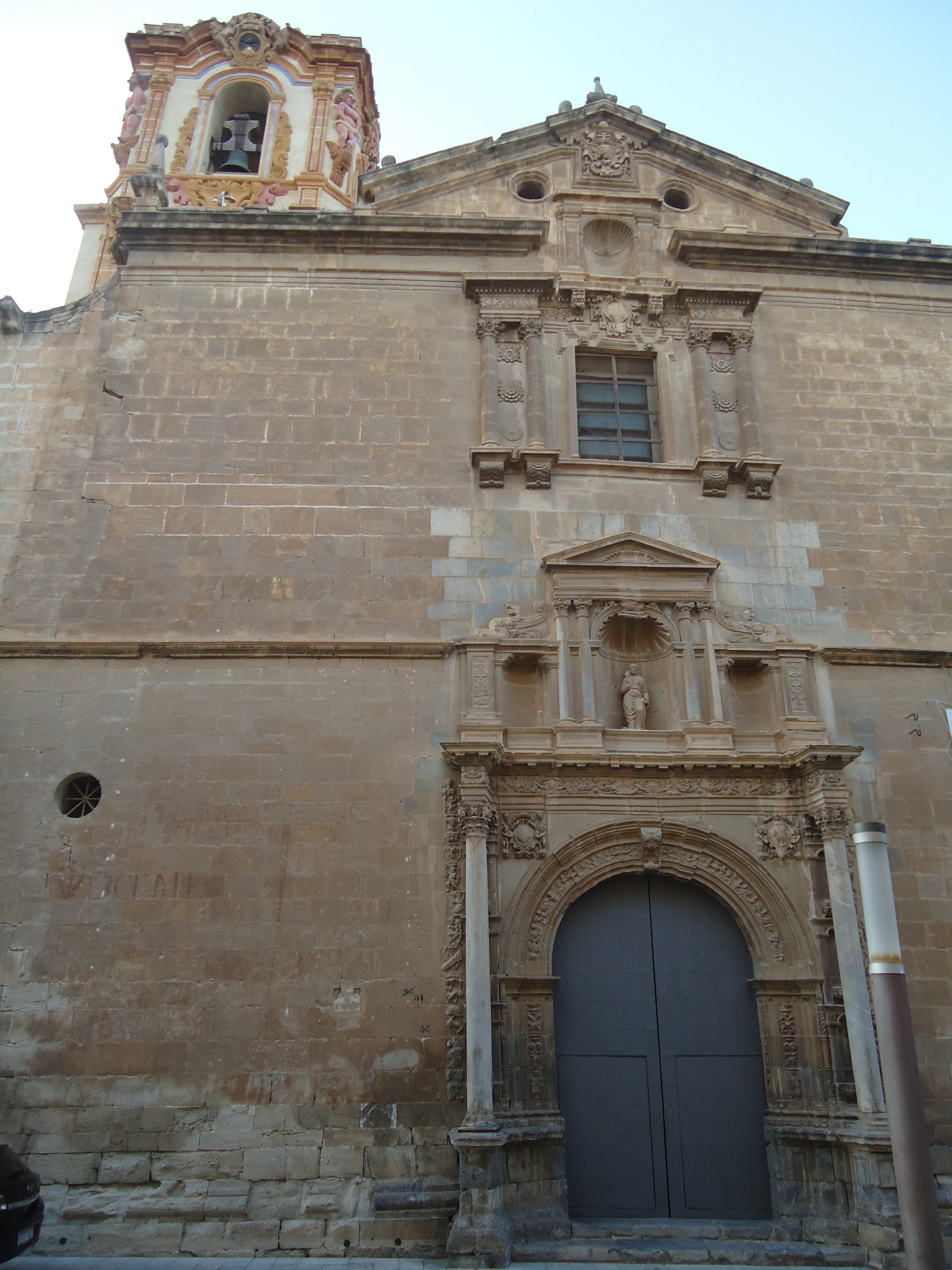
Portada de la Iglesia.

- Portería. Su entrada está formada por una portada de tres cuerpos en los que se intercalan los tres órdenes clásicos.

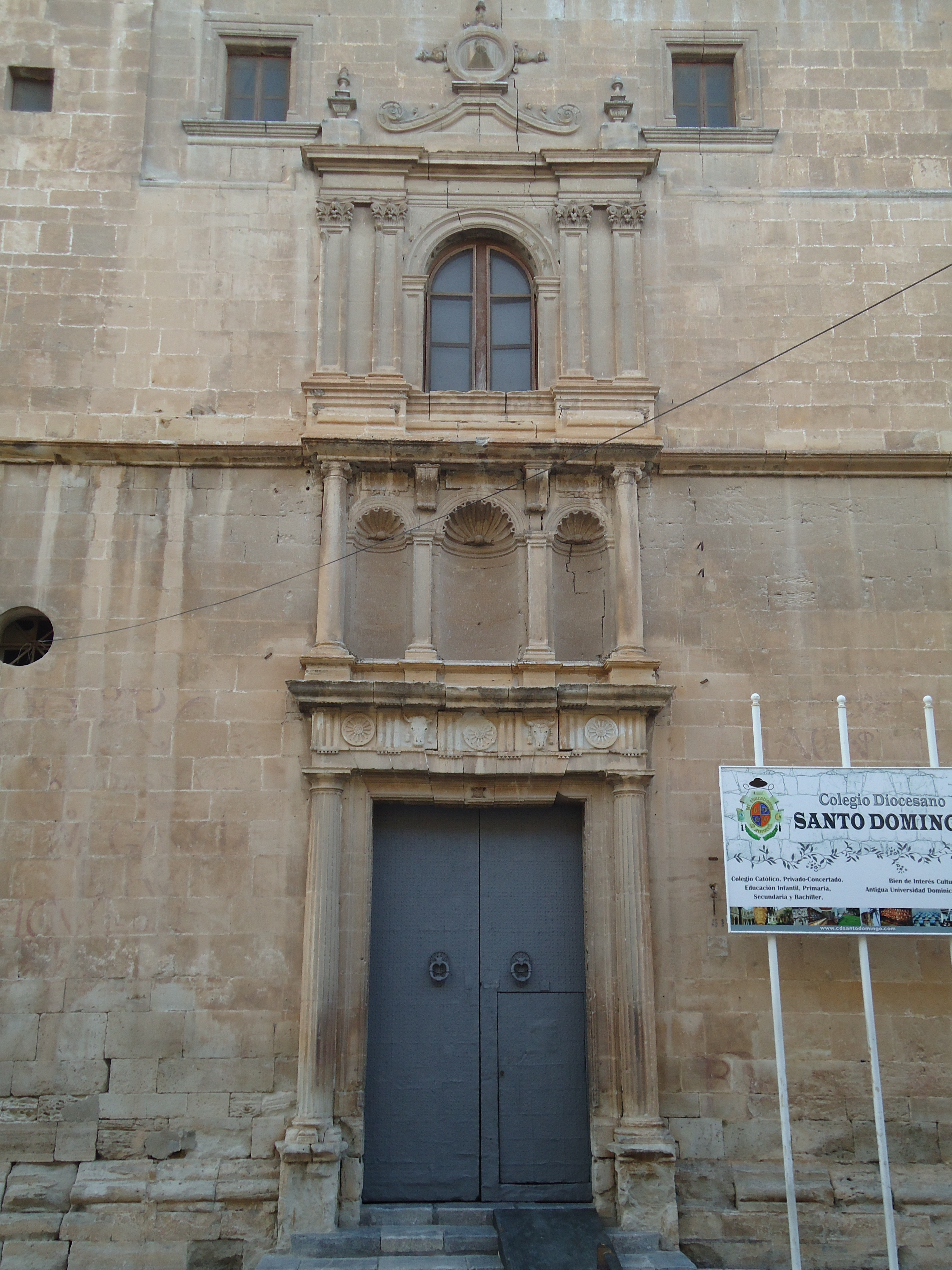
Portería del colegio.
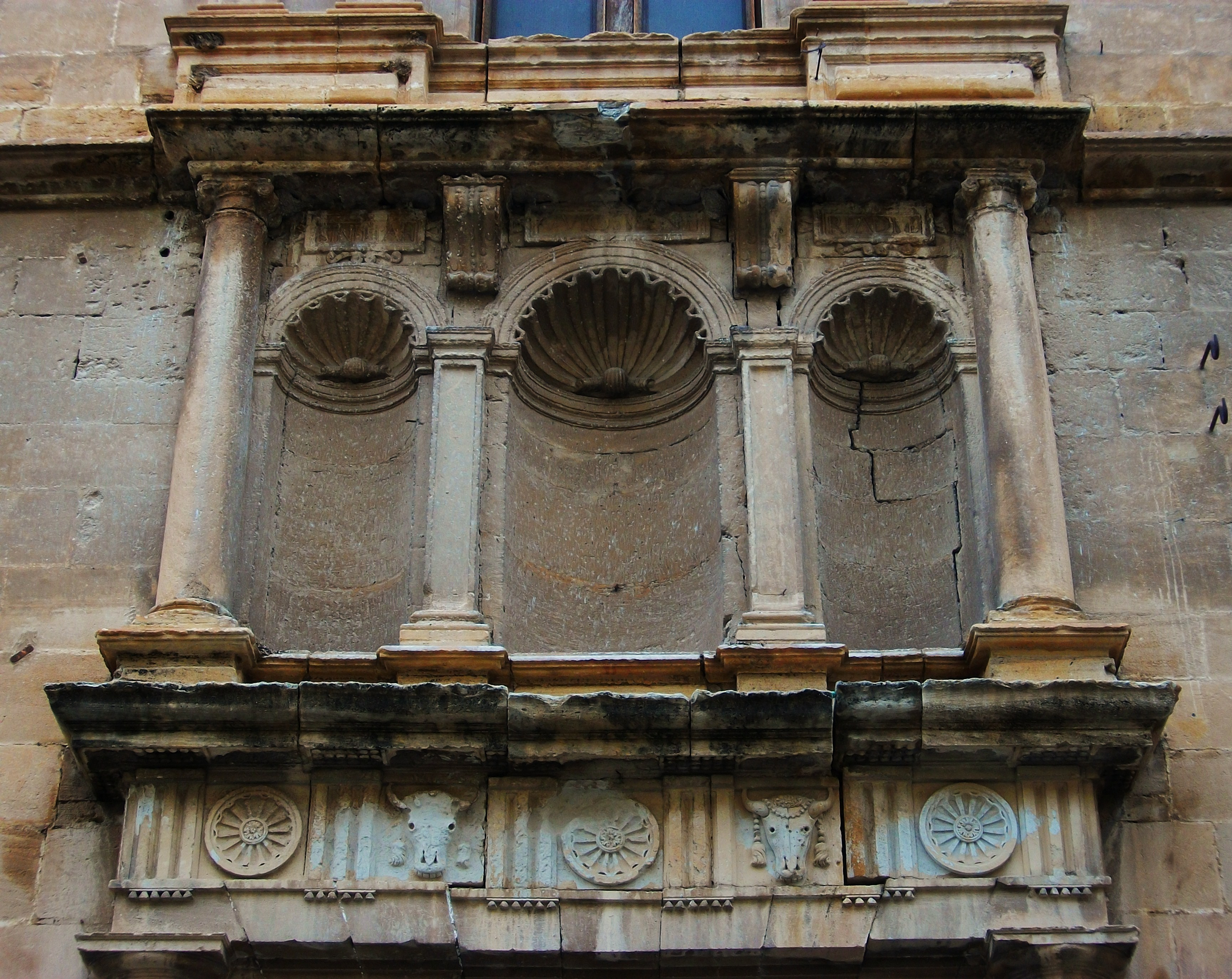
Detalle de las hornacinas.

- Portada de la Universidad. Obra de Pedro Juan Codoñer y el fraile trinitario Francisco Raymundo.[1] Se trata de una portada barroca de principios del siglo XVIII. Está formada por dos cuerpos en los que se inserta una hornacina con una imagen de Tomás de Aquino, patrón de la Universidad de Orihuela, rematados por una representación alegórica de la sabiduría.[4]

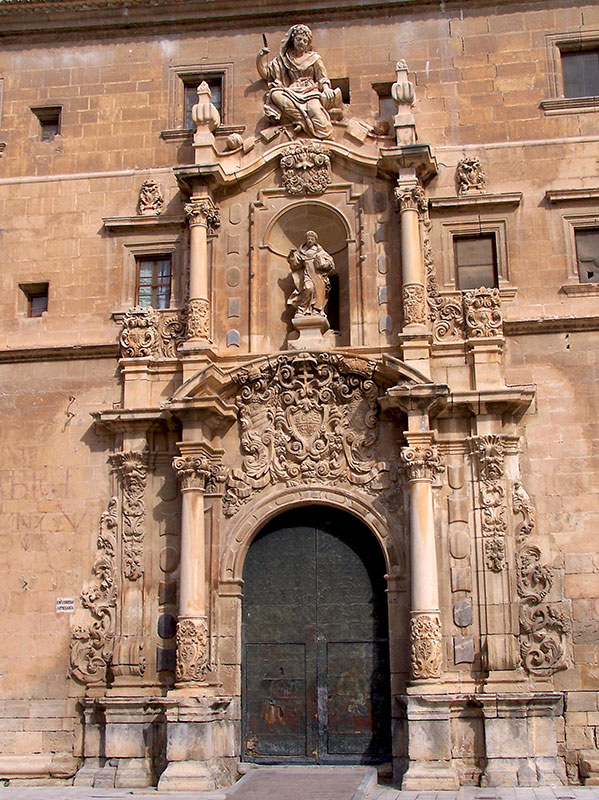
Portada de la Universidad.
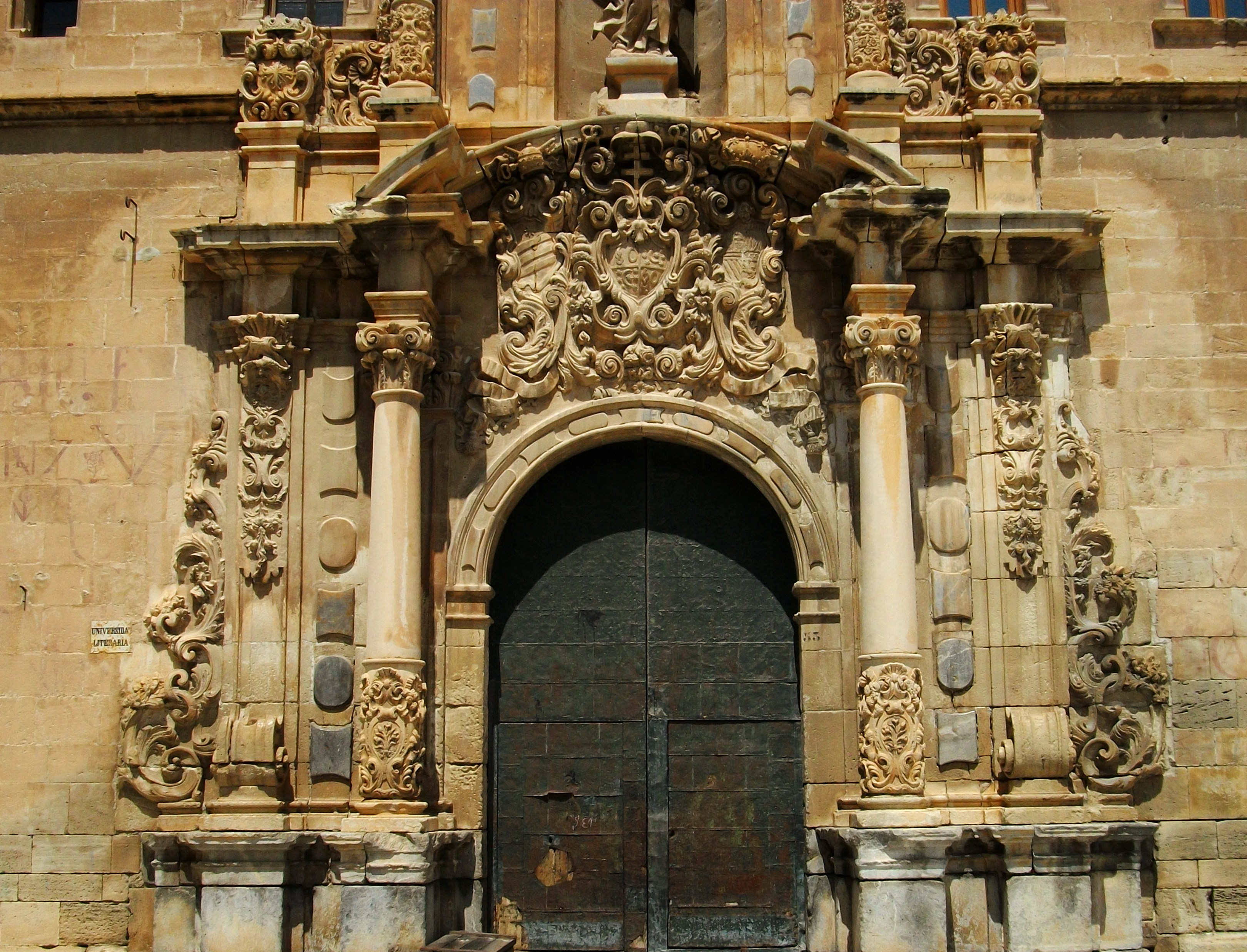
Detalle del cuerpo inferior.
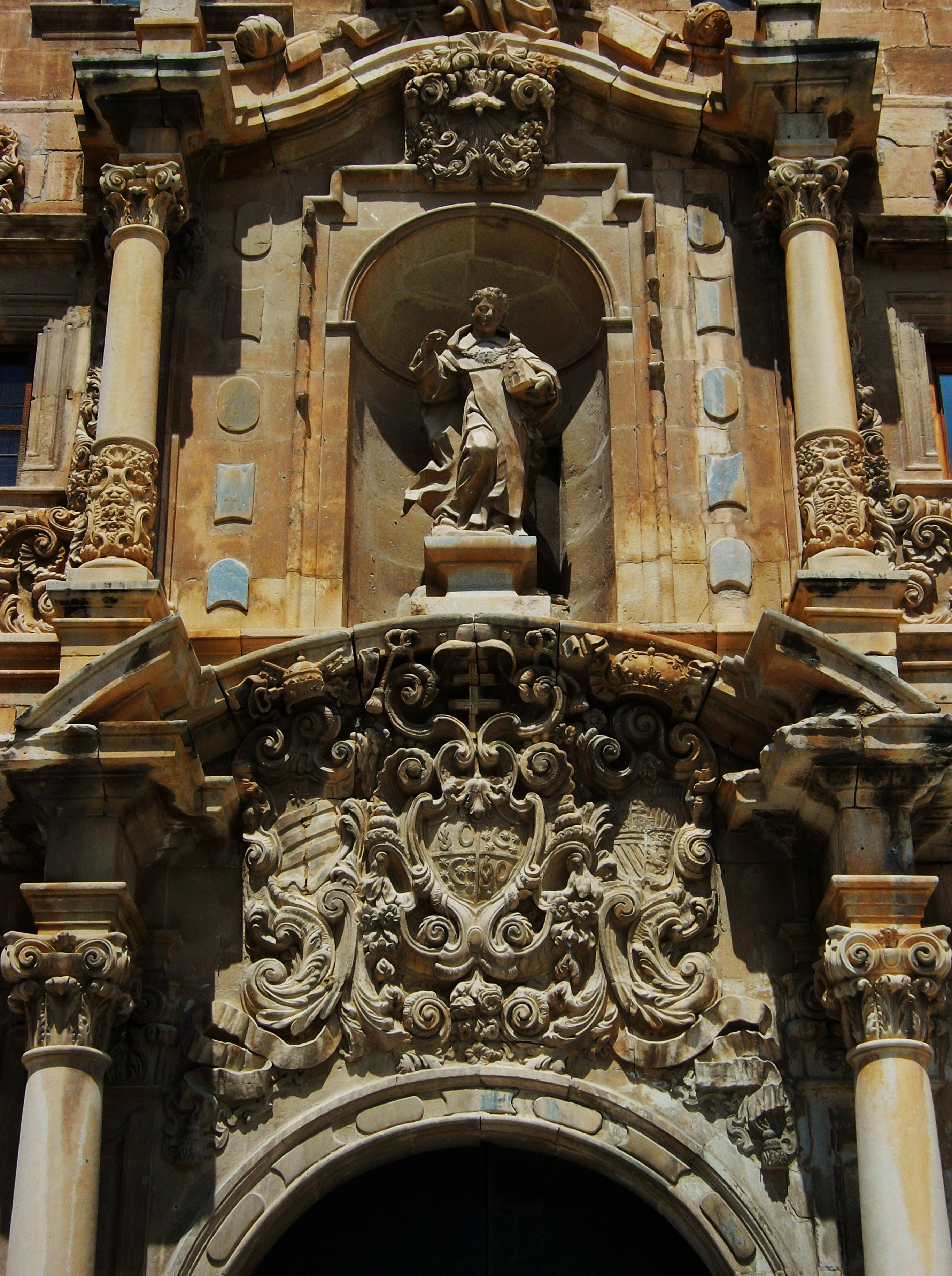
Detalle de la hornacina de Santo Tomás.
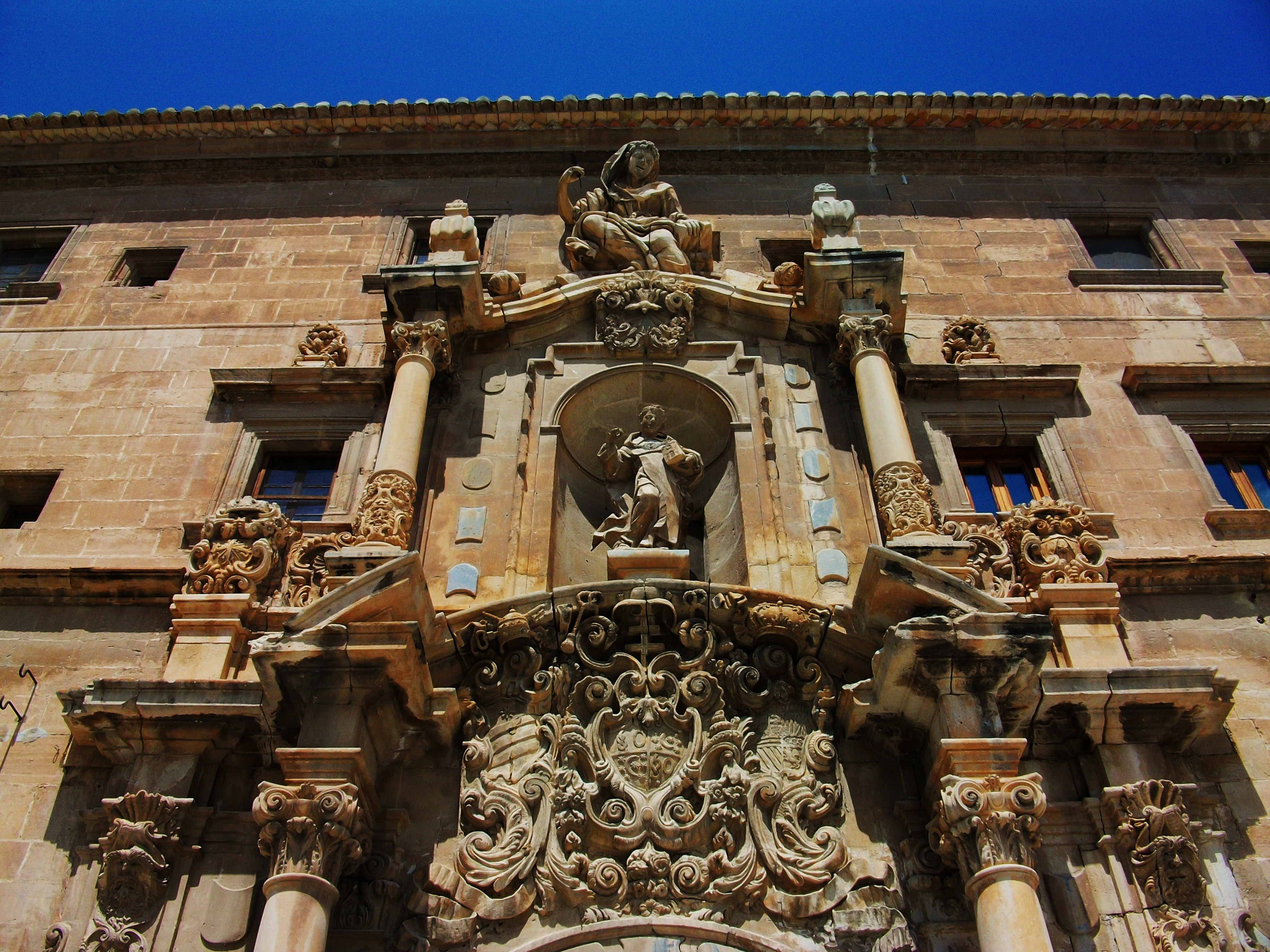
Detalle superior, con la representación de la sabiduría.

### Claustros
El colegio de Santo Domingo posee dos grandes claustros: el del colegio (también llamado mayor), de estilo renacentista, y el de la universidad, de estilo barroco.

#### Claustro del colegio
Conocido también como claustro mayor, es el espacio central del edificio. Se construye entre finales del siglo XVI y principios del XVII sobre el claustro del primitivo convento y su diseño es del arquitecto Agustín Bernardino. El recinto está constituido por dos cuerpos de arcos de medio punto, que en el inferior se apoyan sobre pilastras y en el superior sobre semicolumnas jónicas. Las galerías del cuerpo superior fueron cerradas en el siglo XVIII para acoger la Biblioteca Fernando de Loazes.
La escalera que sube a las celdas monacales, situadas entre el claustro del convento y el de la universidad, es una atrevida pieza arquitectónica sostenida por los muros y sin apoyo en tierra. Destacable es su artístico techo de madera con cúpula poligonal, pues fue reproducido en el Pueblo Español de Barcelona.

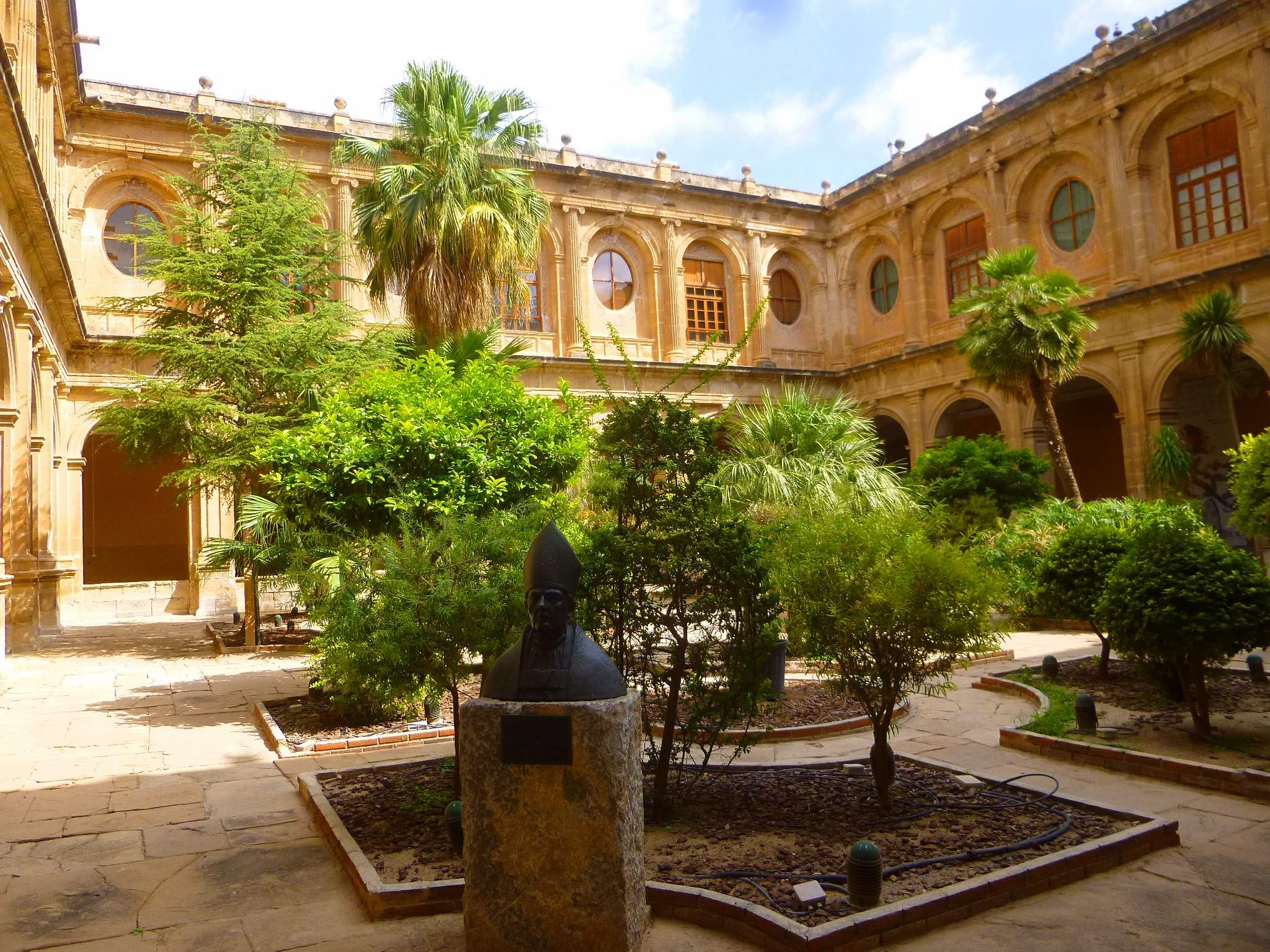
Claustro del Colegio.
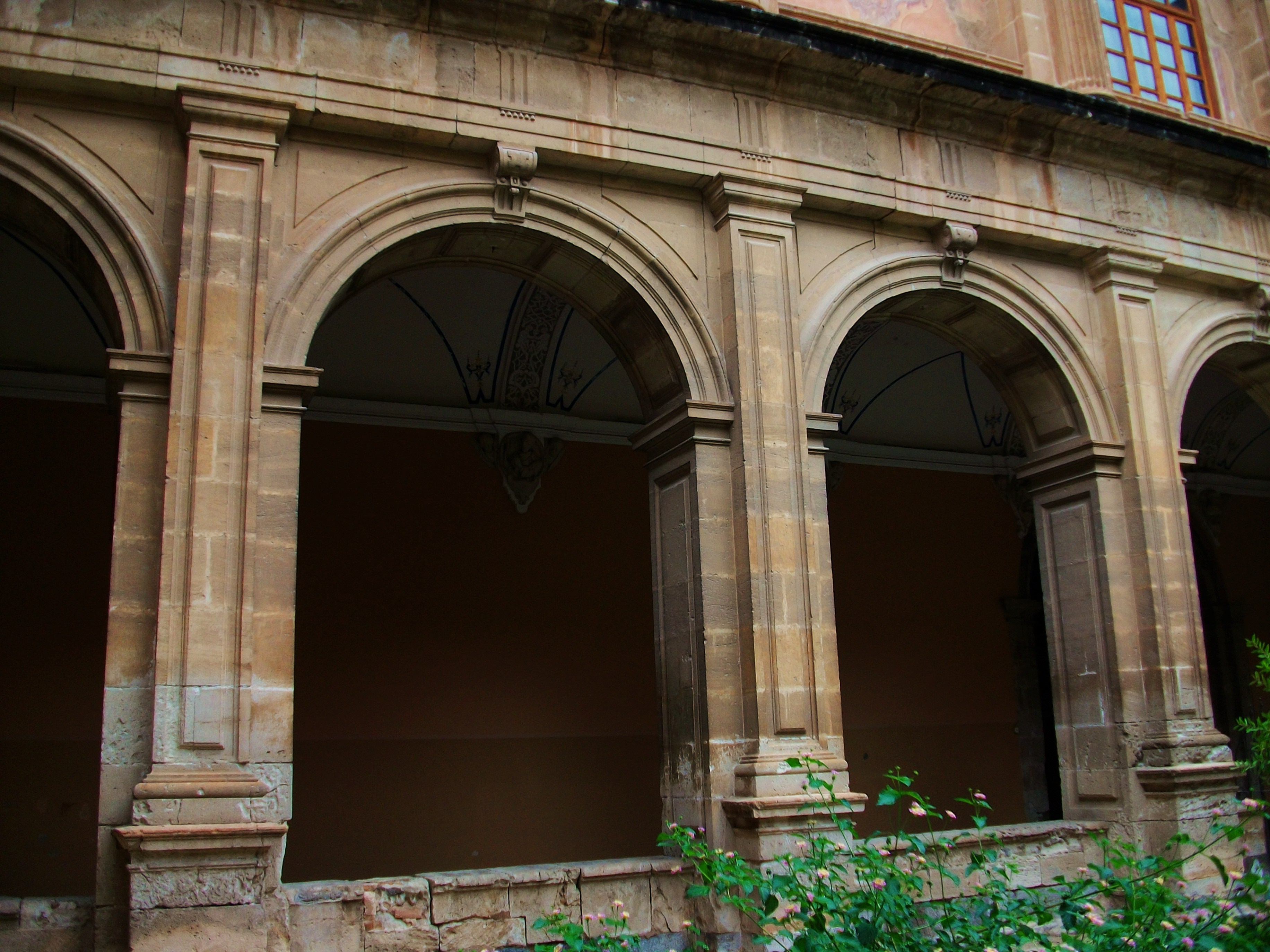
Cuerpo inferior.
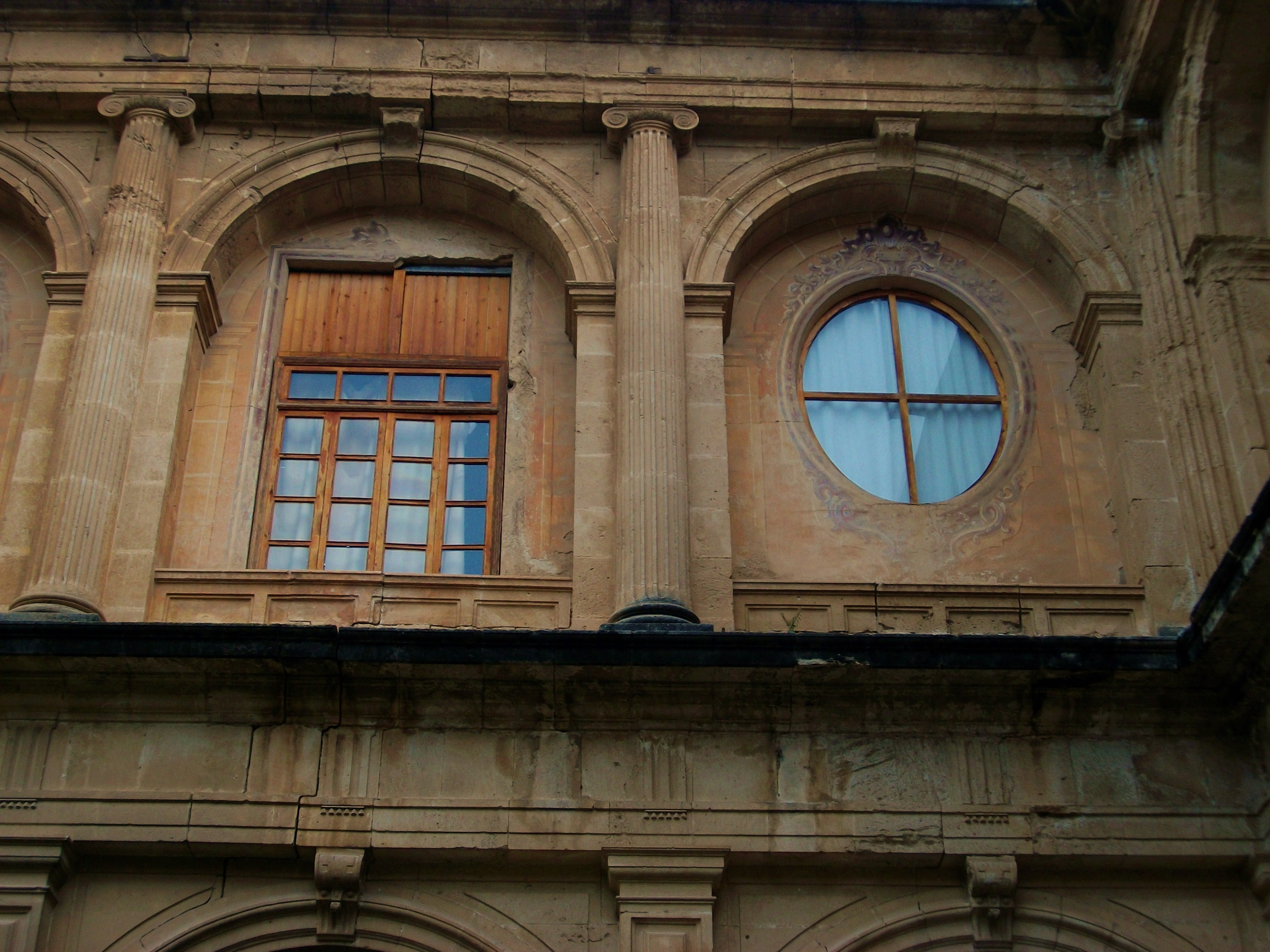
Cuerpo superior, cerrado.
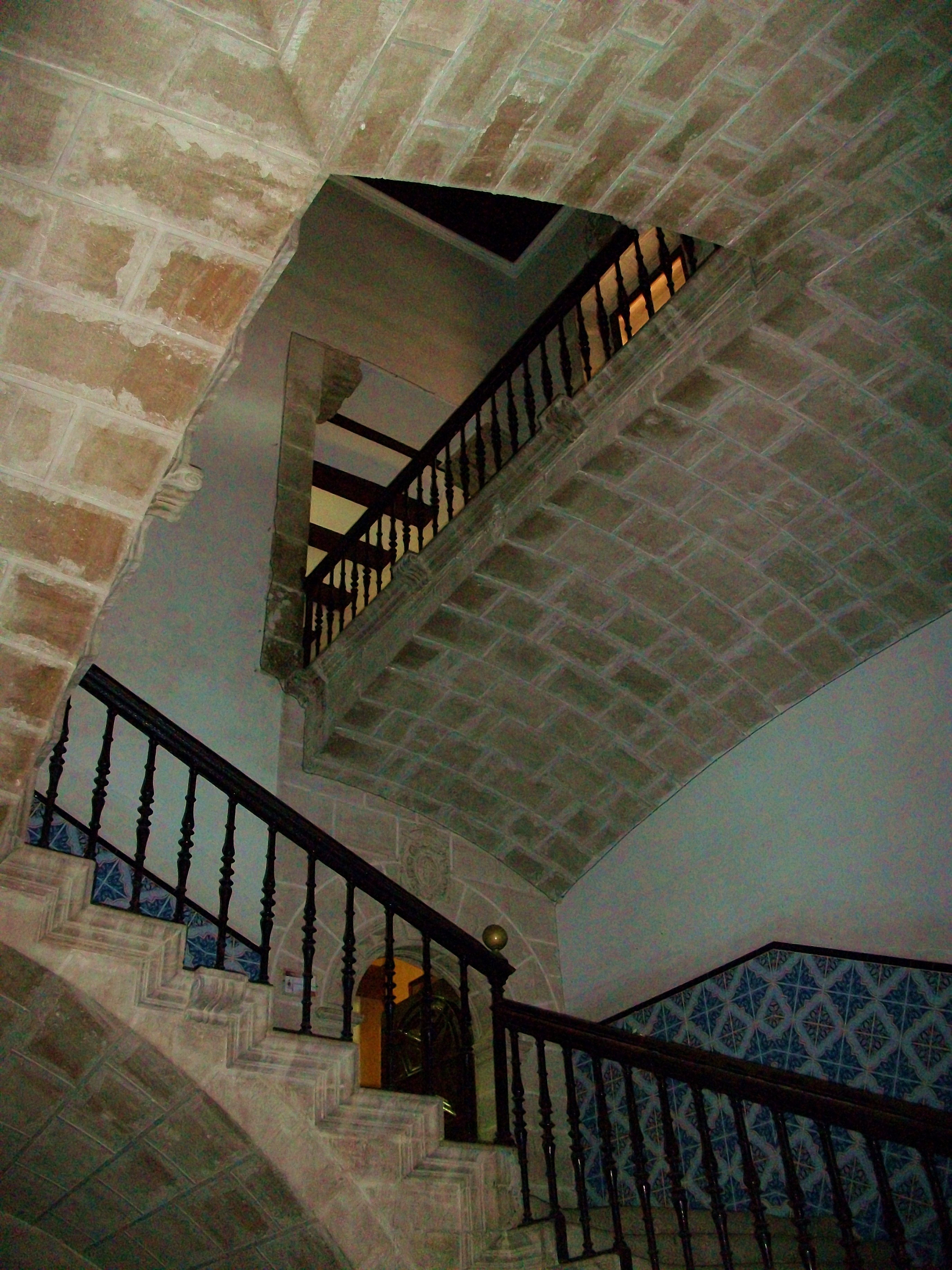
Escalera.

#### Claustro de la Universidad
El claustro de la Universidad, conocido también como de las Aulas, fue construido entre los años 1727 y 1737 bajo el estilo barroco y siguiendo el diseño de Francisco Raymundo. Al igual que el del colegio, está compuesto también por dos cuerpos de arcos de medio punto, apoyados sobre columnas de orden compuesto y fuste liso. Destaca su labrada decoración heráldica en las enjutas de los arcos. Ejemplos de los que se pueden encontrar son, entre otros, los escudos de algunos Reyes de España, la Orden de Calatrava y también de algunos papas.

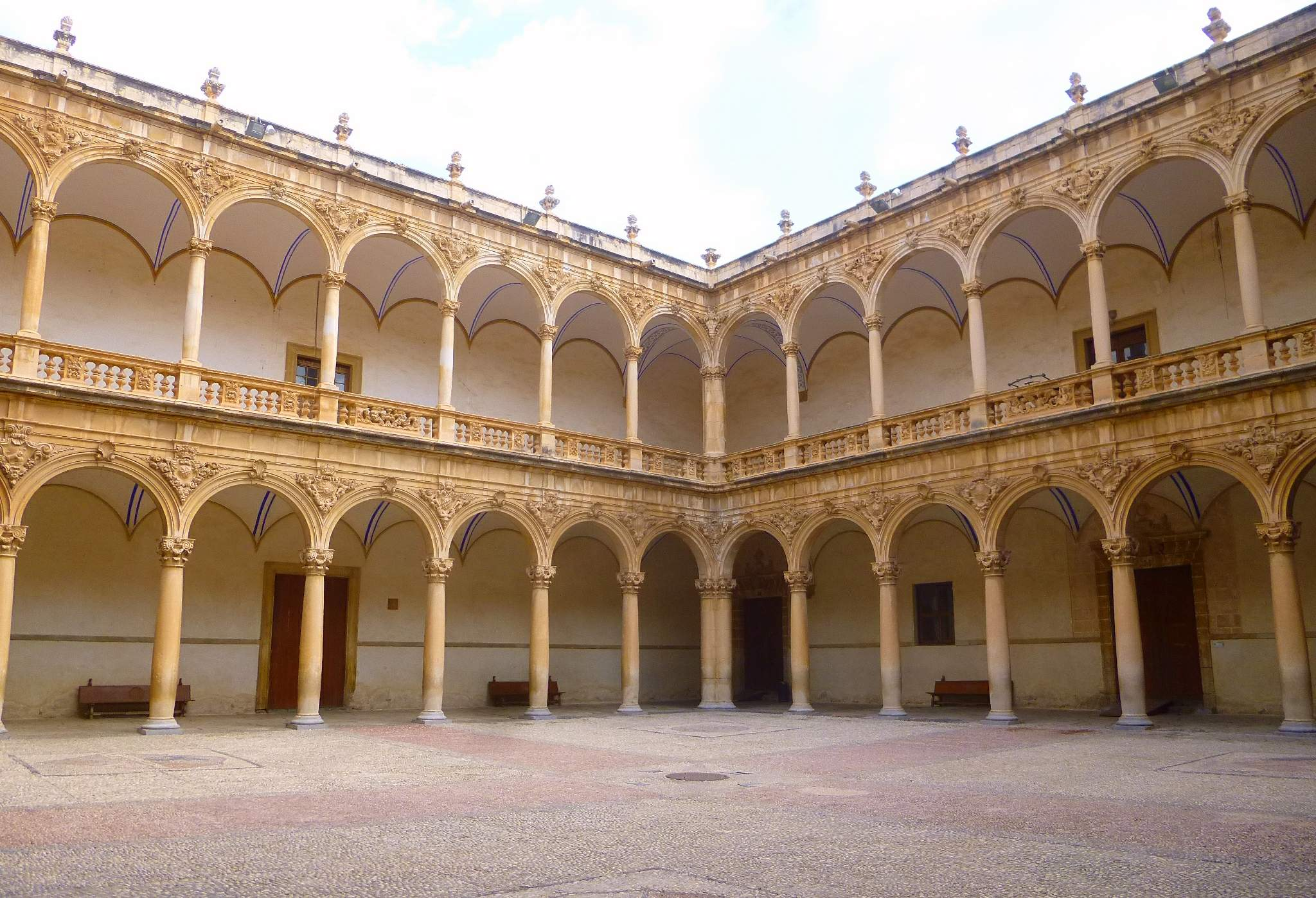
Claustro de la Universidad.
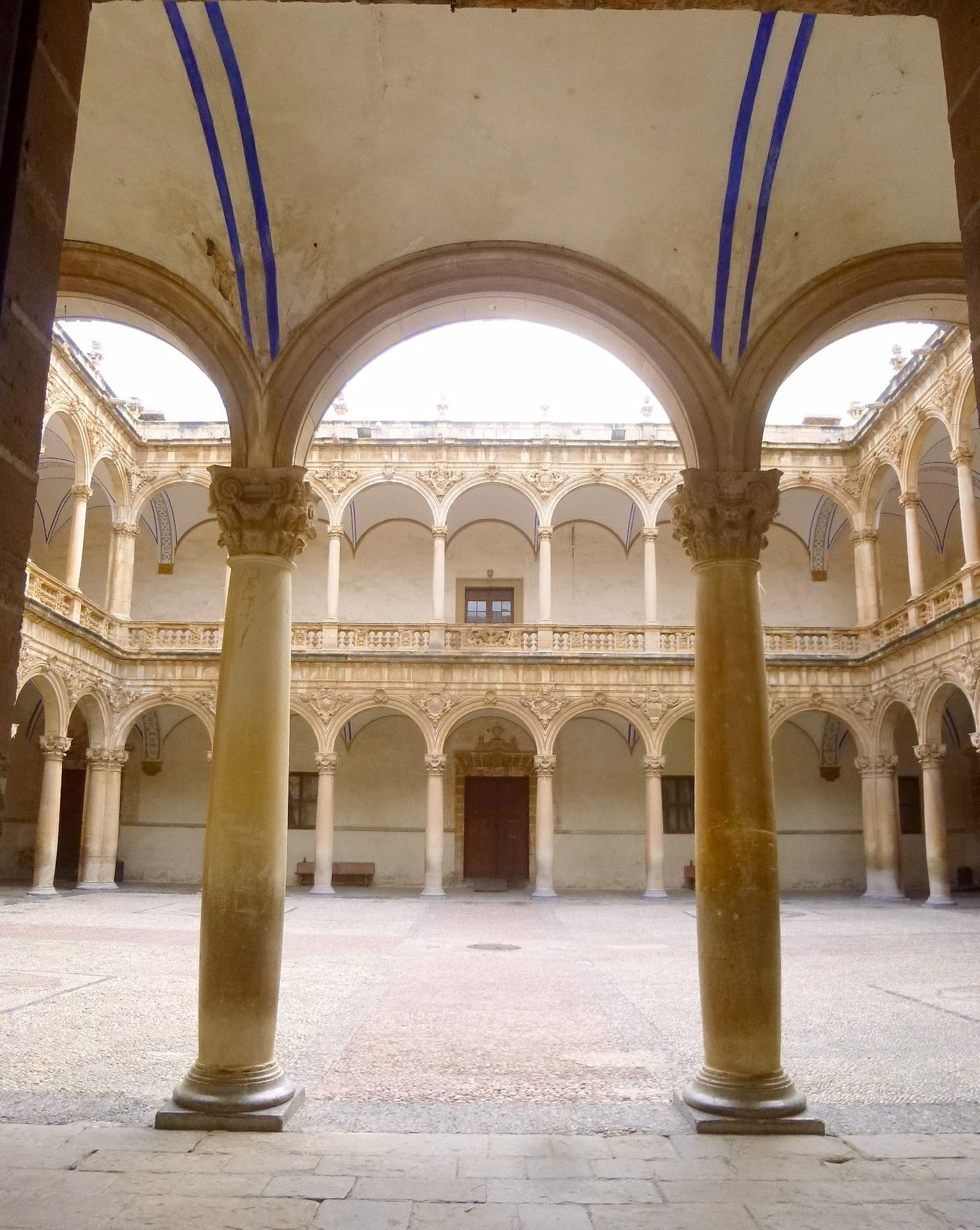
Cuerpo inferior del claustro.
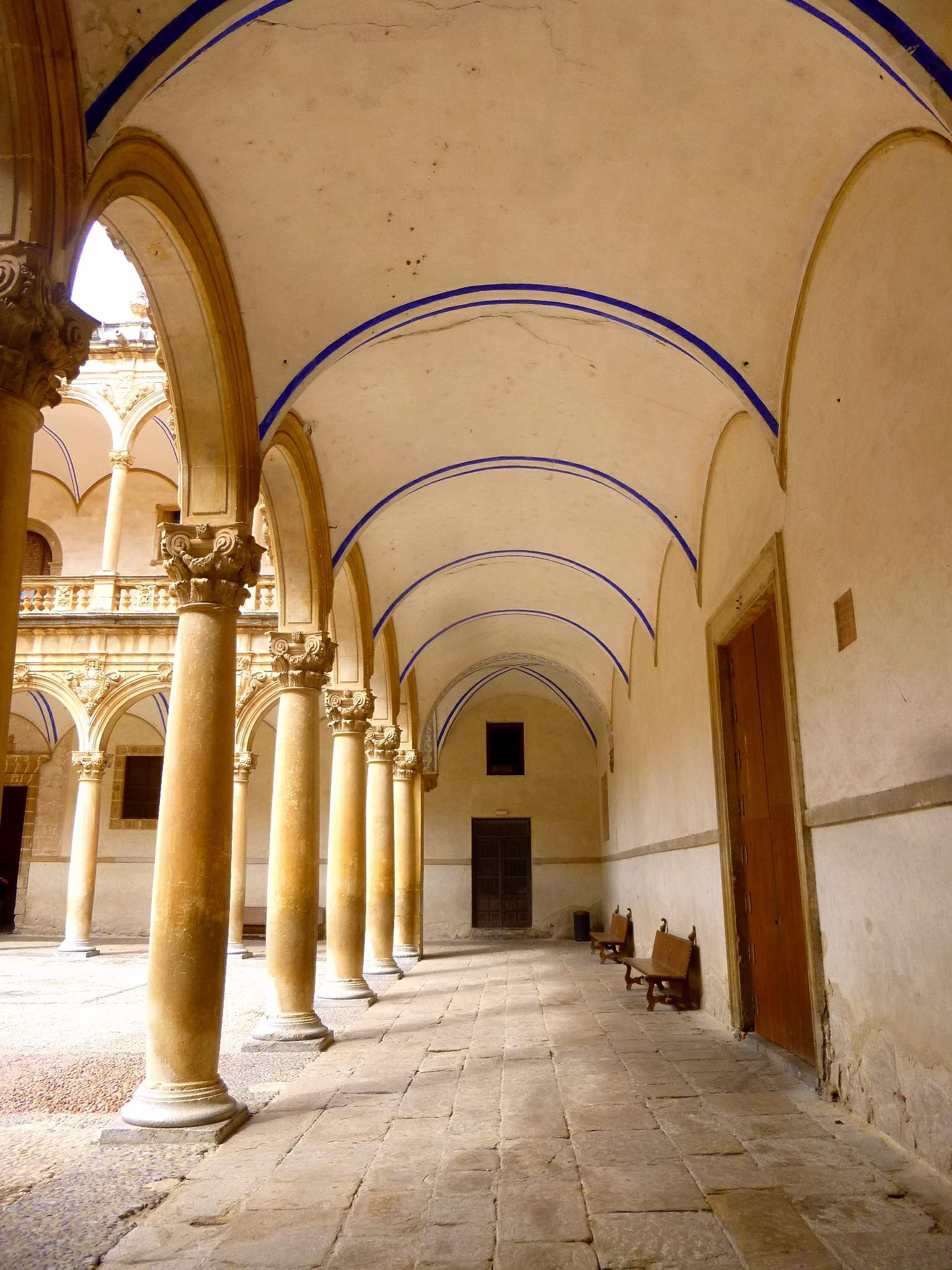
Detalle de las arcadas.

## Iglesia
La iglesia tiene dos partes diferenciadas, la capilla mayor, es decir, la cabecera, y el resto de sus naves.

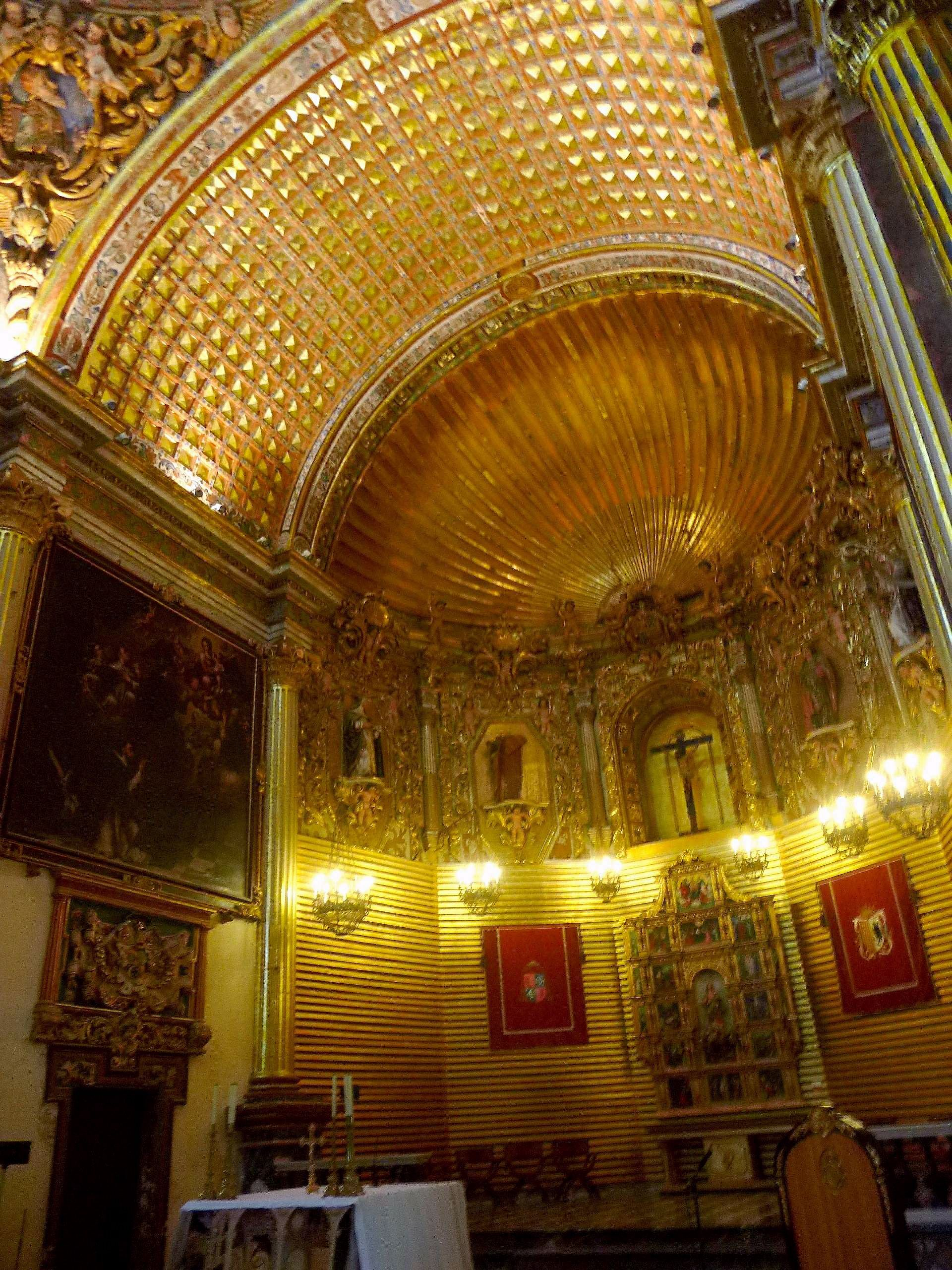
Capilla mayor del colegio de Santo Domingo.

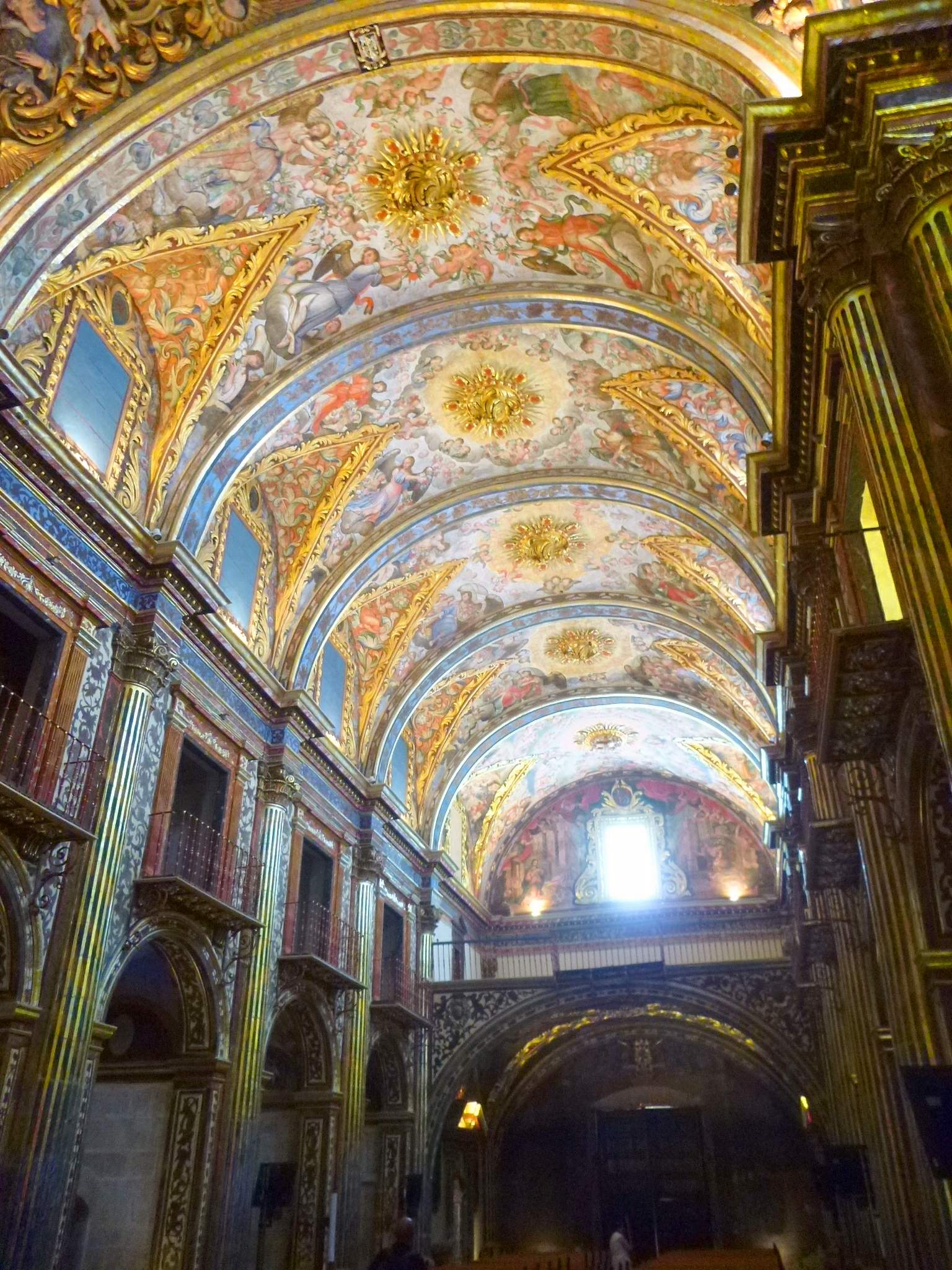
Bóvedas de la iglesia.

La capilla mayor fue el primer elemento en ser construido después de la fundación del colegio, a mediados del siglo XVI. Es de estilo renacentista, y cuenta con un ábside poligonal y techos cubiertos con casetones.En este lugar estaba situado el sepulcro de Loazes, realizado en alabastro, desde su ejecución en el siglo XVIII hasta su destrucción en la guerra civil española.
El resto de la iglesia se realiza con muchos problemas en la obra, entre los siglos XVII y XVIII. Es de nave única con bóveda de medio cañón, con capillas situadas entre los contrafuertes, con crucero y cúpula en la unión del crucero con la nave. El templo destaca por la abundante y fascinante decoración barroca interior, realizada a finales del siglo XVII y principios del XVIII.
Bartolomé Albert fue el encargado de realizar las obras de pintura y dorado de las bóvedas del interior. En el interior se conservan obras de diversos autores, como Antonio de Villanueva, Camacho Felices, Bartolomé Albert, Nicolás Borrás.

## Torre

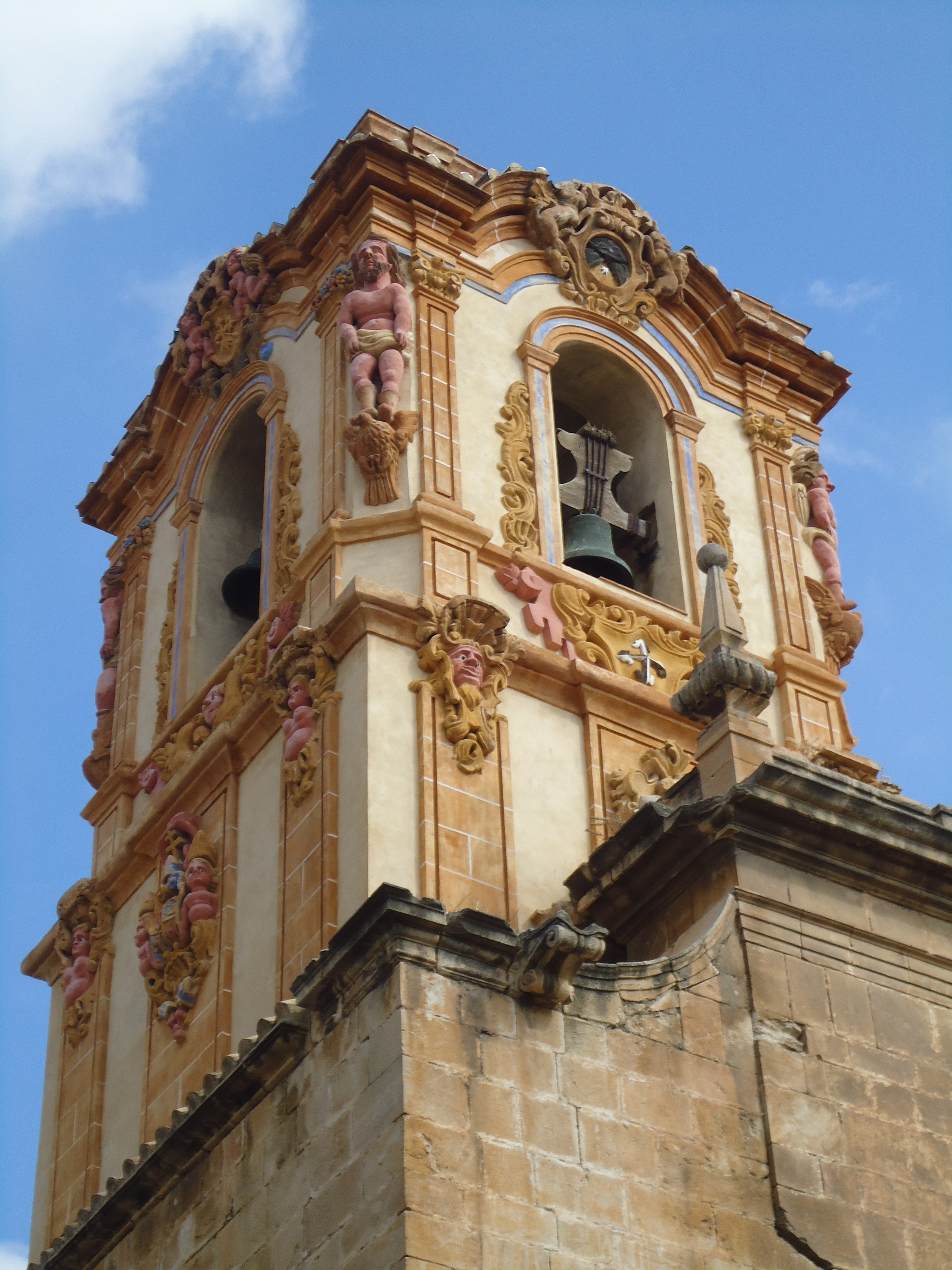
Torre de Santo Domingo.

La torre, de estilo barroco, planta cuadrada y construida en ladrillo, fue realizada a mediados del siglo XVIII para la sustitución del anterior campanario renacentista. Presenta decoración de ángeles, humanoides sobre aves y heráldica. Anteriormente poseyó una cúpula. Destaca su gran colorido y abundancia de detalles, en contraste con el resto de la fachada, sobria y uniforme.

## Otros
Aparte de los elementos principales también merecen mención obras como:
- La portada de acceso a la sacristía, realizada por Juan de Inglés en el último tercio del siglo XVI. Tiene un esquema de arco de triunfo sobre el que se apoya un templete.[8]

- El reflectorio del antiguo convento, de planta rectangular cubierto de nervaduras góticas del siglo XVI. Destaca un zócalo de azulejería valenciana del siglo XVIII, considerado como uno de los más importantes ejemplos de toda la Comunidad Valenciana.[9]

- El techo del pasillo que une un claustro con el otro, por su labrada ornamentación.

- El órgano, del siglo XVIII y la pila bautismal, obra de Juan Bautista Borja, destacable por su tapadera decorada con motivos iconográficos de la Jerusalén bíblica y el Bautismo de Cristo.[8]

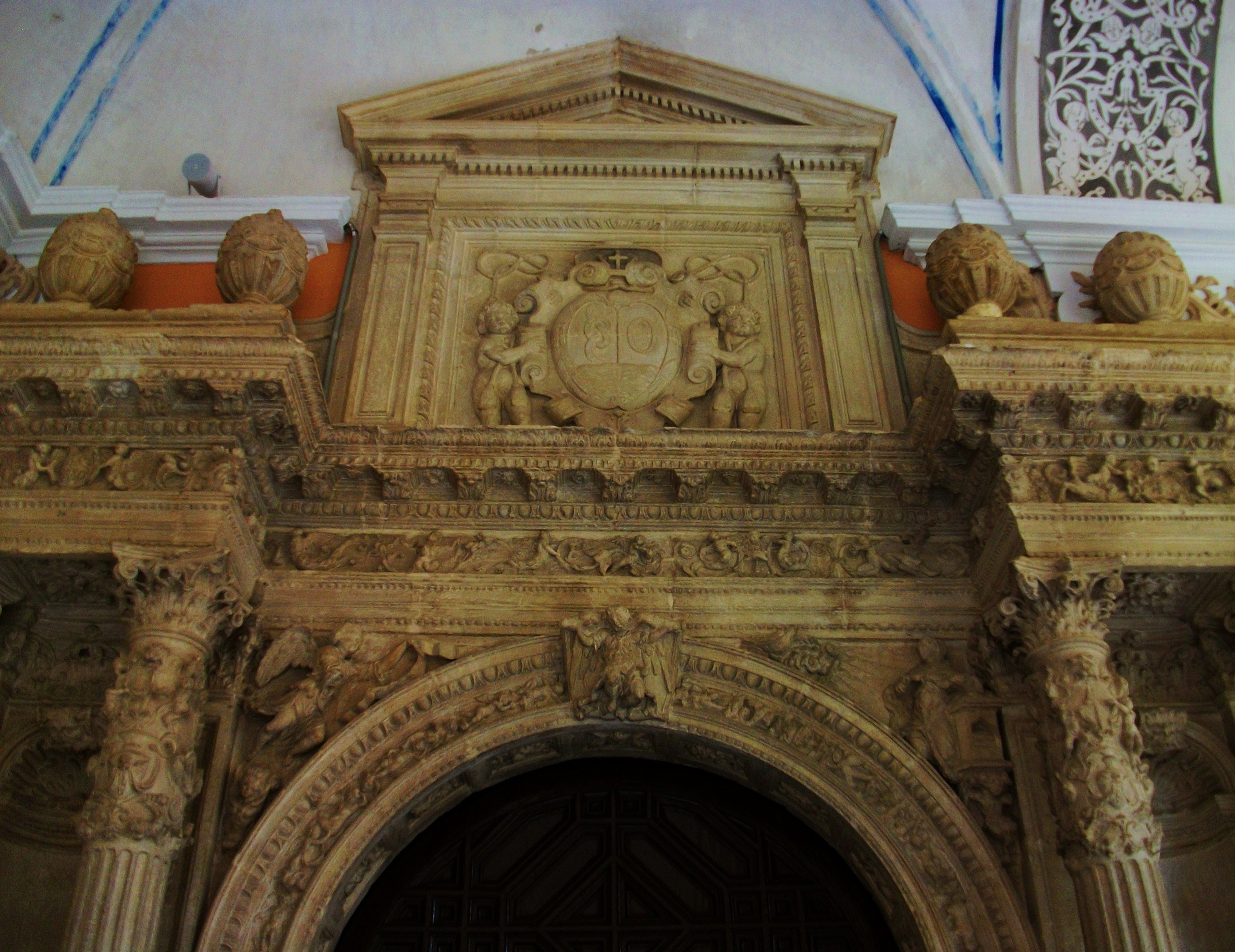
Puerta de la sacristía.
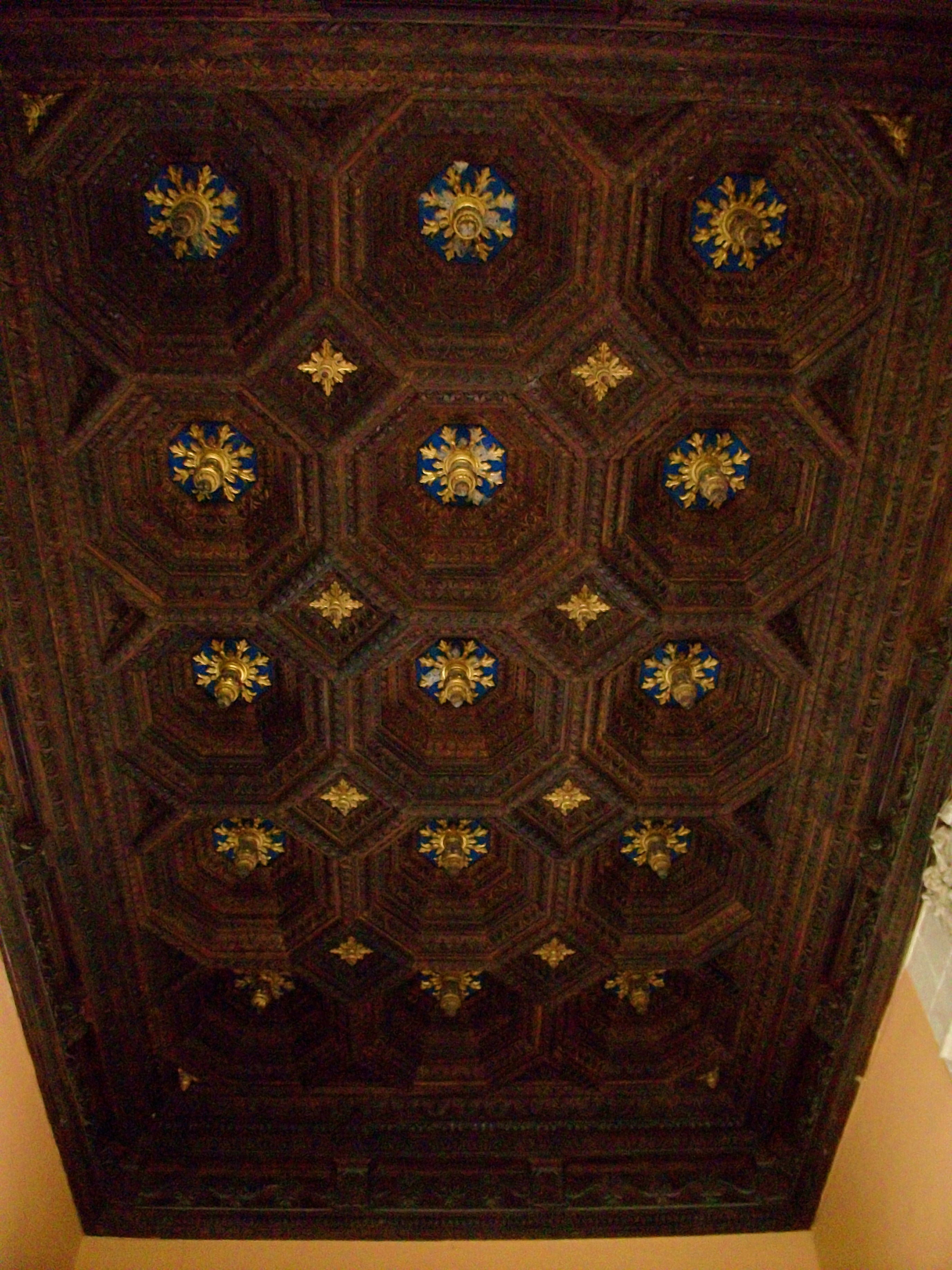
Techo del pasillo.